# 近鉄12200系電車
近鉄12200系電車（きんてつ12200けいでんしゃ）は、1969年に登場した近畿日本鉄道の特急形車両。1967年に登場した12000系「スナックカー」の改良増備系列で、「新スナックカー」の愛称がある。
解説の便宜上、本項では大阪難波寄り先頭車の車両番号+F（Formation=編成の略）を編成名として記述する（例：モ12201以下2両編成=12201F）。12200系の中間車2形式（モ12020形とサ12120形）については、車両番号末尾2ケタとSを組み合わせて表記する（モ12052とサ12152であればS52）。また、大阪上本町に向かって右側を「山側」・左側を「海側」と記述する。
なお、12200系の狭幅車体版で「ミニスナックカー」と呼ばれた18400系電車については近鉄18400系電車を、12200系の制御車とほぼ同じ設計で製造された11400系の制御車であるク11520形については近鉄11400系電車を参照のこと。
また12200系からの改造車で団体専用車「あおぞらII」への改造車は近鉄15200系電車で、クラブツーリズム専用車「かぎろひ」は近鉄15400系電車で、観光特急「あをによし」は近鉄19200系電車でそれぞれ詳細を解説する。

## 概要
1970年に開催される日本万国博覧会（大阪万博）に歩調を合わせて「伊勢・志摩を万博第2会場に」という合言葉のもと、万博輸送の便を図るべく難波線の建設を推進することと並行して、万博来場客を伊勢志摩に誘致させるべく鳥羽線の建設を行い、また志摩線では改軌工事完成に合わせて、難波・名古屋の両駅と賢島駅の間に直通特急が運転されることになった。この時の輸送量増加を見越して特急車両を大量増備する名目で製造されたのが12200系である。1969年3月に18400系とほぼ同時に竣工した。本系列は12000系を基本としながらも、化粧室レイアウトの見直しとスナックコーナー拡大、保安度向上を盛り込んだ車両となった。また、万博終了後も特急利用客が引き続いて増加したことで1976年までに中間車も含め168両（事故廃車された2両を含む）、56編成が製造された。
12000系の車内構成を見直した本系列は、適正な化粧室と客室の配置となり、特にスナックコーナー省略型編成の車内レイアウトは以後の汎用特急車両の基本形となった。

## 編成
12200系は全56編成の内、スナックコーナー付の12201F - 12220Fと、製造当初からスナックコーナーを省略した12221F - 12256Fの2つのグループに大別される。本系列は2両で1編成を組むスタイルを基本とする。しかし後年、需要増によって中間車が増備され、スナックコーナーなしで製造された一部編成を対象に中間車を組み込み、4両固定編成や6両固定編成に組成変更した。以下の編成表はそれに対応するものであるが、定員は新製当初のものを記載している。後年のモ12200形のスナックコーナー撤去と車体更新工事によって変更された定員は「改造・車体更新」節で解説する。
電算記号（編成記号）は2両編成がN、4・6両編成がNS、中間車がSである。
| 大阪・京都発着編成 名古屋発着編成                                 | ← 近鉄難波・上本町・京都近鉄奈良・橿原神宮前・賢島・鳥羽・近鉄名古屋・湯の山温泉 → ← 近鉄難波・賢島・鳥羽・近鉄四日市湯の山温泉・近鉄名古屋 → | ← 近鉄難波・上本町・京都近鉄奈良・橿原神宮前・賢島・鳥羽・近鉄名古屋・湯の山温泉 → ← 近鉄難波・賢島・鳥羽・近鉄四日市湯の山温泉・近鉄名古屋 → | ← 近鉄難波・上本町・京都近鉄奈良・橿原神宮前・賢島・鳥羽・近鉄名古屋・湯の山温泉 → ← 近鉄難波・賢島・鳥羽・近鉄四日市湯の山温泉・近鉄名古屋 → | ← 近鉄難波・上本町・京都近鉄奈良・橿原神宮前・賢島・鳥羽・近鉄名古屋・湯の山温泉 → ← 近鉄難波・賢島・鳥羽・近鉄四日市湯の山温泉・近鉄名古屋 → | ← 近鉄難波・上本町・京都近鉄奈良・橿原神宮前・賢島・鳥羽・近鉄名古屋・湯の山温泉 → ← 近鉄難波・賢島・鳥羽・近鉄四日市湯の山温泉・近鉄名古屋 → | ← 近鉄難波・上本町・京都近鉄奈良・橿原神宮前・賢島・鳥羽・近鉄名古屋・湯の山温泉 → ← 近鉄難波・賢島・鳥羽・近鉄四日市湯の山温泉・近鉄名古屋 → | ← 近鉄難波・上本町・京都近鉄奈良・橿原神宮前・賢島・鳥羽・近鉄名古屋・湯の山温泉 → ← 近鉄難波・賢島・鳥羽・近鉄四日市湯の山温泉・近鉄名古屋 → | ← 近鉄難波・上本町・京都近鉄奈良・橿原神宮前・賢島・鳥羽・近鉄名古屋・湯の山温泉 → ← 近鉄難波・賢島・鳥羽・近鉄四日市湯の山温泉・近鉄名古屋 → |
| 12201F - 12220F 2両固定編成 電算記号：N                           | 形式 | モ12200形 (Mc) | ク12300形 (Tc) | | | | | |
| 12201F - 12220F 2両固定編成 電算記号：N                           | 自重 | 40.0 t | 35.0 t | | | | | |
| 12201F - 12220F 2両固定編成 電算記号：N                           | 搭載機器 | ◇,CON,◇ | MG, CP | | | | | |
| 12201F - 12220F 2両固定編成 電算記号：N                           | 定員 | 60 | 60 | | | | | |
| 12201F - 12220F 2両固定編成 電算記号：N                           | 車内設備 | スナックコーナー | 洗面室・トイレ | | | | | |
| 12221F - 12230F 2両固定編成 電算記号：N                           | 形式 | モ12200形 (Mc) | ク12300形 (Tc) | | | | | |
| 12221F - 12230F 2両固定編成 電算記号：N                           | 自重 | 40.0 t | 35.0 t | | | | | |
| 12221F - 12230F 2両固定編成 電算記号：N                           | 搭載機器 | ◇,CON,◇ | MG, CP | | | | | |
| 12221F - 12230F 2両固定編成 電算記号：N                           | 定員 | 68 | 60 | | | | | |
| 12221F - 12230F 2両固定編成 電算記号：N                           | 車内設備 | | 洗面室・トイレ | | | | | |
| 12231F - 12256F （12249F・12250Fを除く） 4両固定編成 電算記号：NS | 形式 | モ12200形 (Mc) | サ12120形 (T) | モ12020形 (M) | ク12300形 (Tc) | | | |
| 12231F - 12256F （12249F・12250Fを除く） 4両固定編成 電算記号：NS | 車両写真 | | | | | | | |
| 12231F - 12256F （12249F・12250Fを除く） 4両固定編成 電算記号：NS | 自重 | 40.0 t | 35.0 t | 40.0 t | 35.0 t | | | |
| 12231F - 12256F （12249F・12250Fを除く） 4両固定編成 電算記号：NS | 搭載機器 | ◇,CON,◇ | MG, CP | ◇,CON,◇ | MG, CP | | | |
| 12231F - 12256F （12249F・12250Fを除く） 4両固定編成 電算記号：NS | 定員 | 68 | 64 | 68 | 60 | | | |
| 12231F - 12256F （12249F・12250Fを除く） 4両固定編成 電算記号：NS | 車内設備 | | 洗面室・トイレ | 車内販売準備室 | 洗面室・トイレ | | | |

- 12249Fと12250F（6両固定編成）の組成内容については#編成替えの節を参照のこと。
- 搭載機器欄のCONは制御装置、MGは補助電源装置、CPは電動空気圧縮機、◇はパンタグラフ。
- 編成定員は6両編成が392名・4両編成が260名・2両編成が128名（スナックコーナー付は120名）。

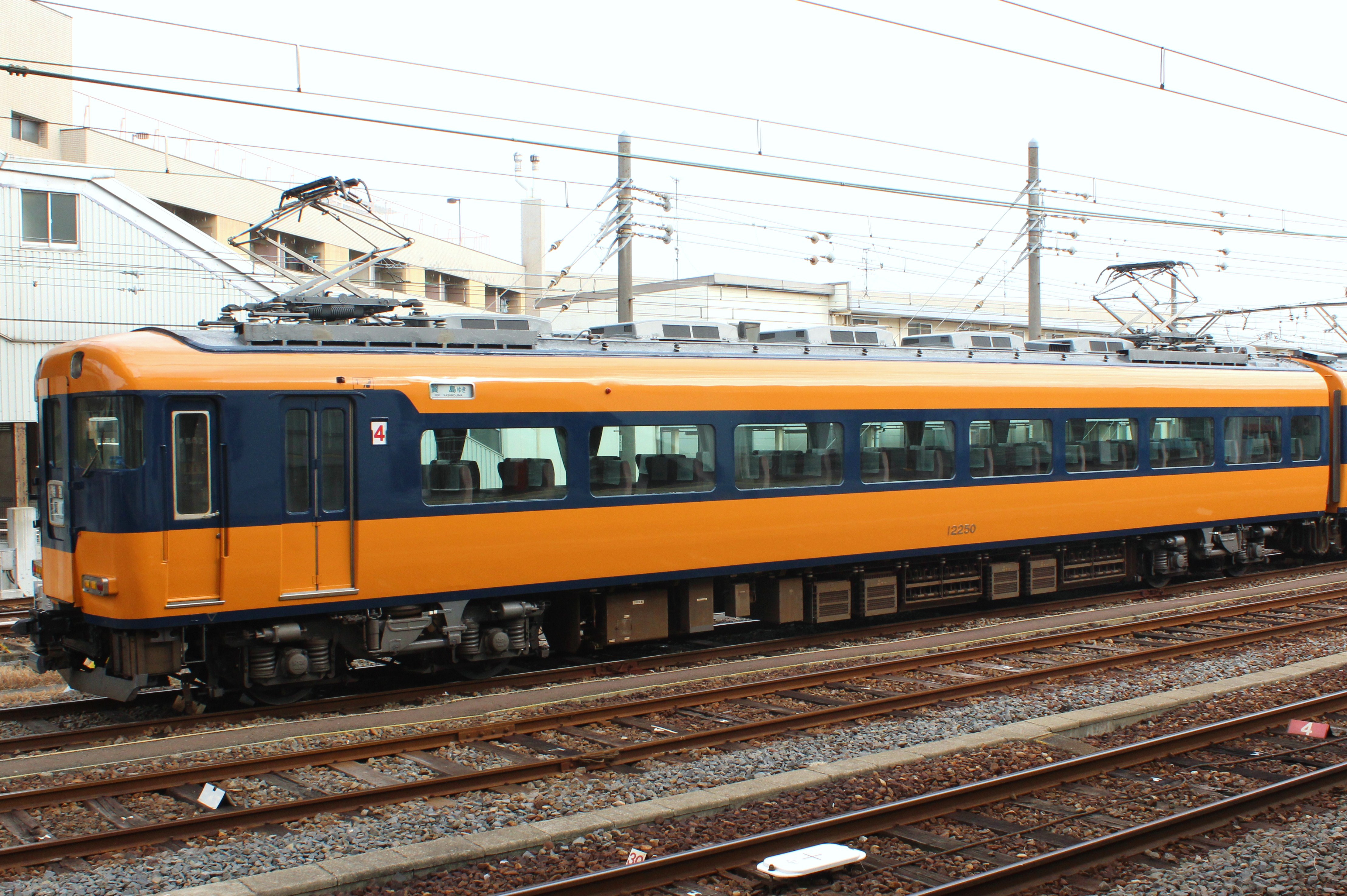
モ12200形
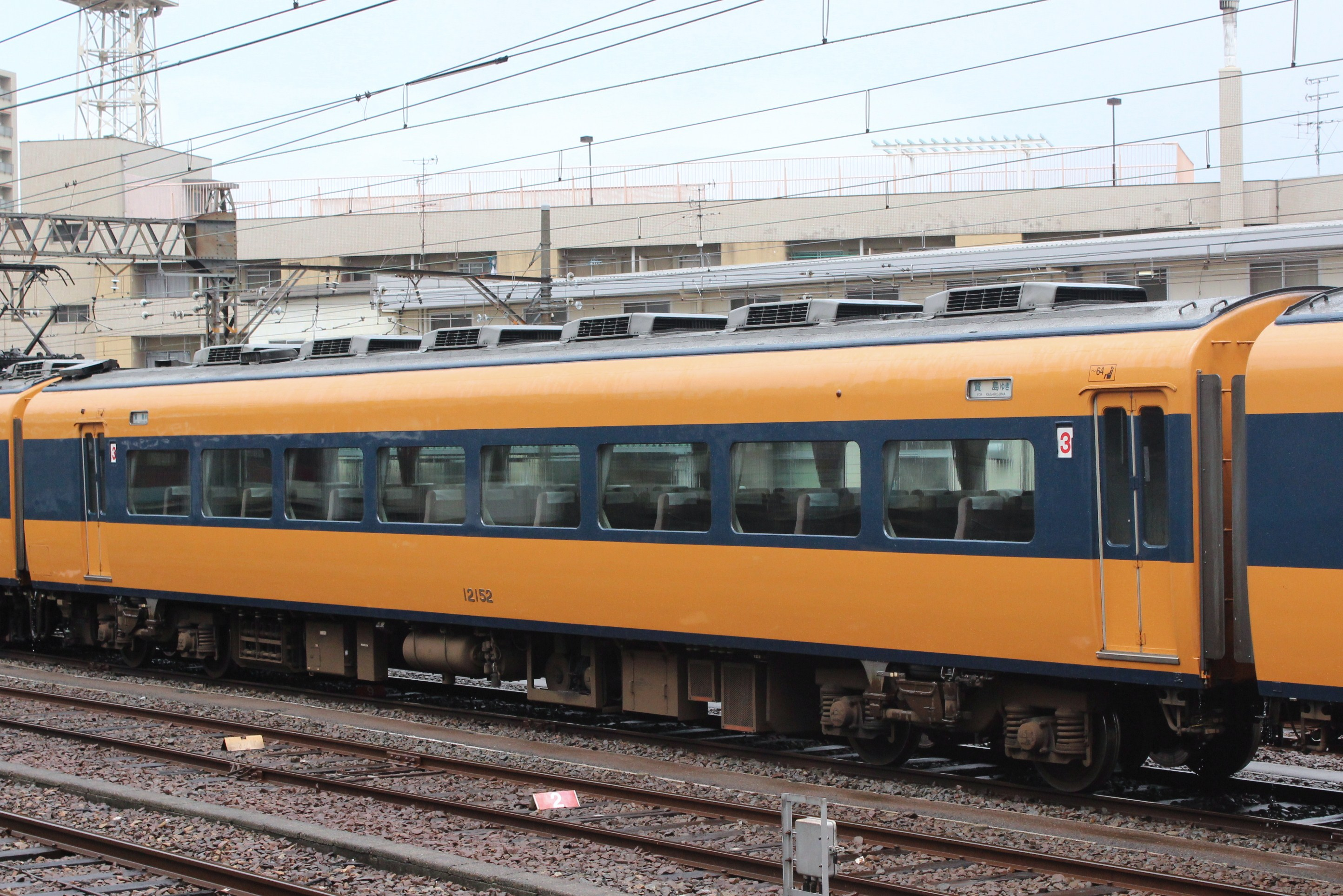
サ12120形
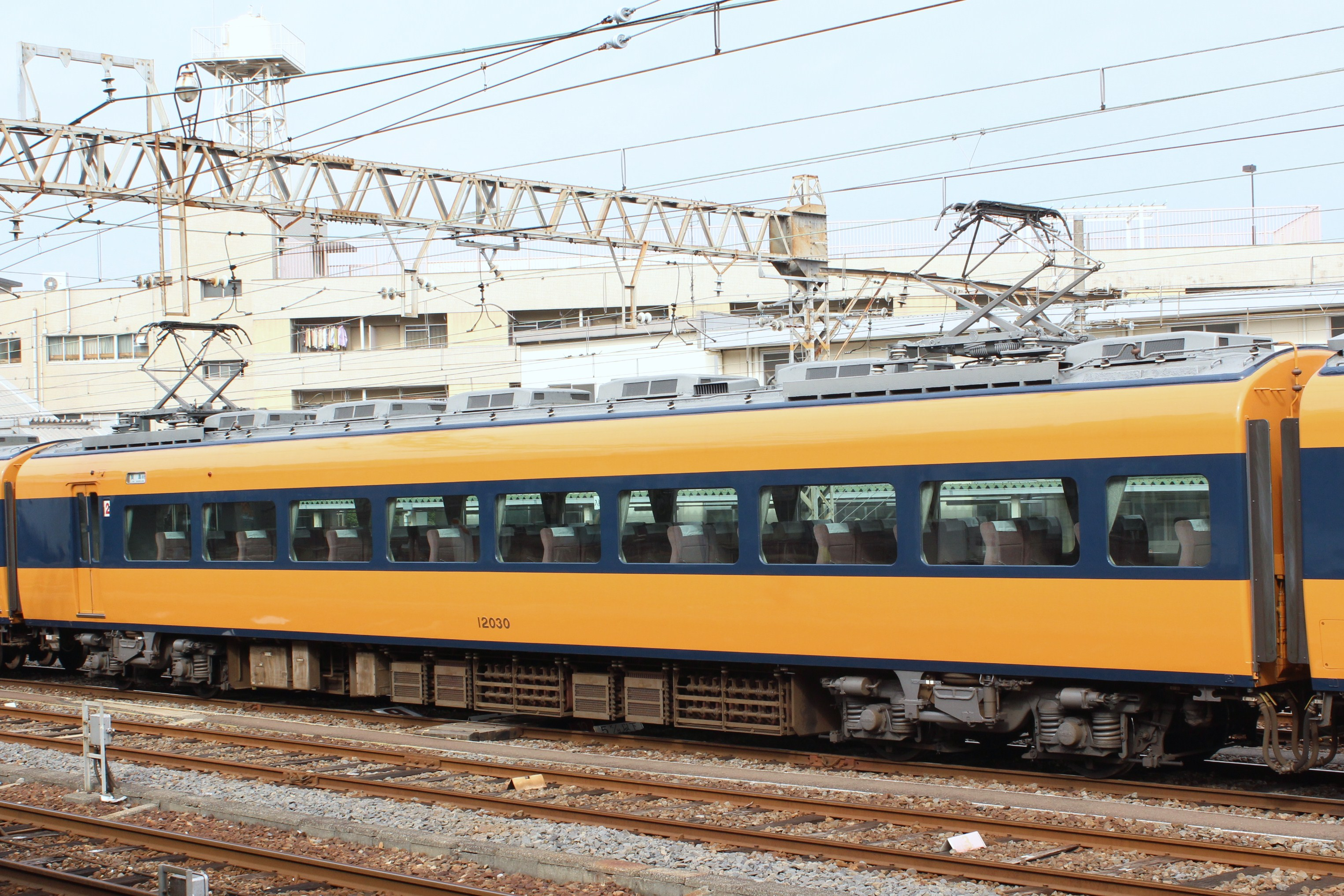
モ12020形
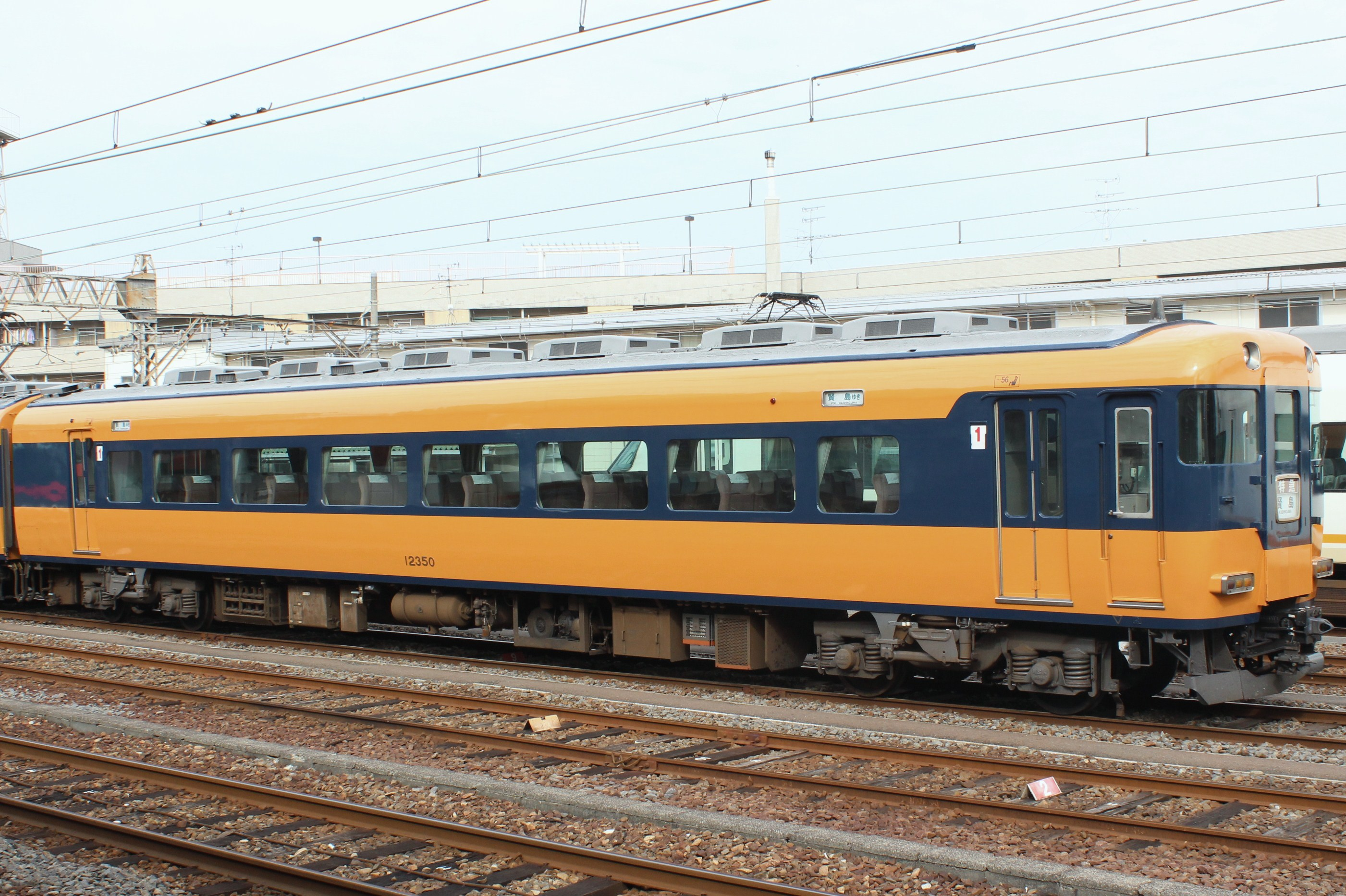
ク12300形

## 構造
基本的な仕様・性能は12000系に準じているので、改良された点を中心に記述する。

### 外観・車体構造

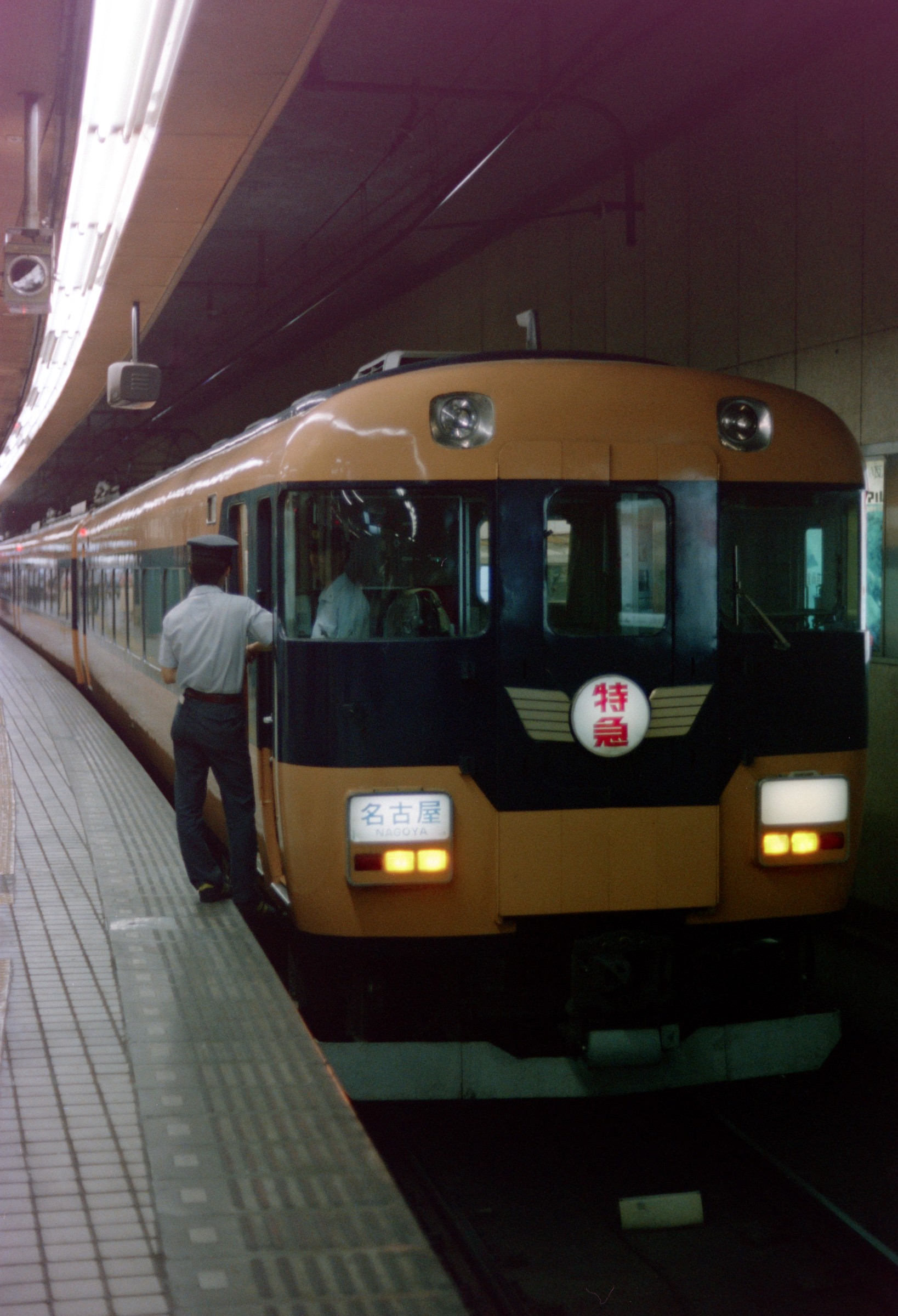
フロントデザインは12000系を概ね踏襲した。近鉄難波駅（現・大阪難波駅）1981年6月10日

前面形状は概ね同様だが、側面には方向幕が設置された。また、スナックコーナーの拡大により、コーナー部分にも窓が設置され、窓の上部または下部に「Snack Car」のロゴが入っている。海側は資材の出し入れのため開閉式となり、山側は立食の乗客が景色を見られるように窓位置が他の客用窓と比べて200 mm高くなっている。なお、初期車は不燃基準がA基準であったが、増備途中（末尾16以降と中間車）から地下線走行を考慮しA-A基準に変更されている。

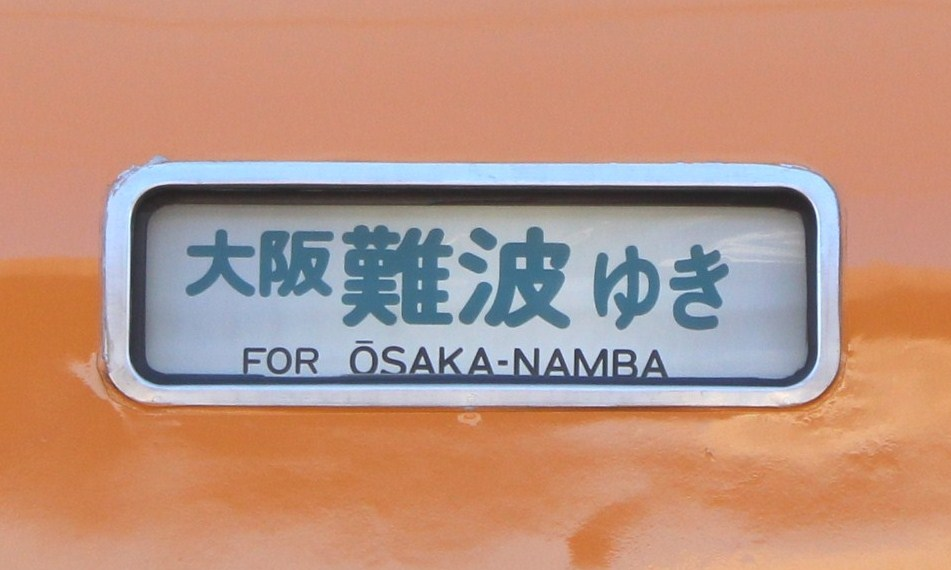
行先表示器 方向幕式の採用は12200系から[注 4]

### 主要機器
おおむね12000系の仕様を踏襲するが、将来の120 km/h運転を念頭に置いて機器の追加や仕様の変更が行われた。

#### 制御器・主電動機
制御器は三菱電機ABFM-254-15MDHA電動カム軸式抵抗制御器、主電動機は三菱電機MB-3127-Aを搭載する。いずれも12000系の仕様をそのまま踏襲する。

#### 台車
12000系のKD-68・KD-68Aを改良した近畿車輛KD-71（モ12200形）・KD-71A（ク12300形）を装着する。
当該系列は、18400系とほぼ同時期に製造されたものの、厳密には半月ほど早く18400系が竣工している。スペックにおいては両系列ともほぼ同一で、電動車の台車も同仕様の両抱き式踏面ブレーキだが、付随車については明確に違いが存在する。先行する18400系は、18200系や12000系と同様の両抱き式踏面ブレーキだが、当該系列は、10000系以来の制動力の高いディスクブレーキを採用した。電動車を両抱き式踏面ブレーキ、付随車・制御車をディスクブレーキとするこの組み合わせは、これ以降、近鉄特急では標準となっている。

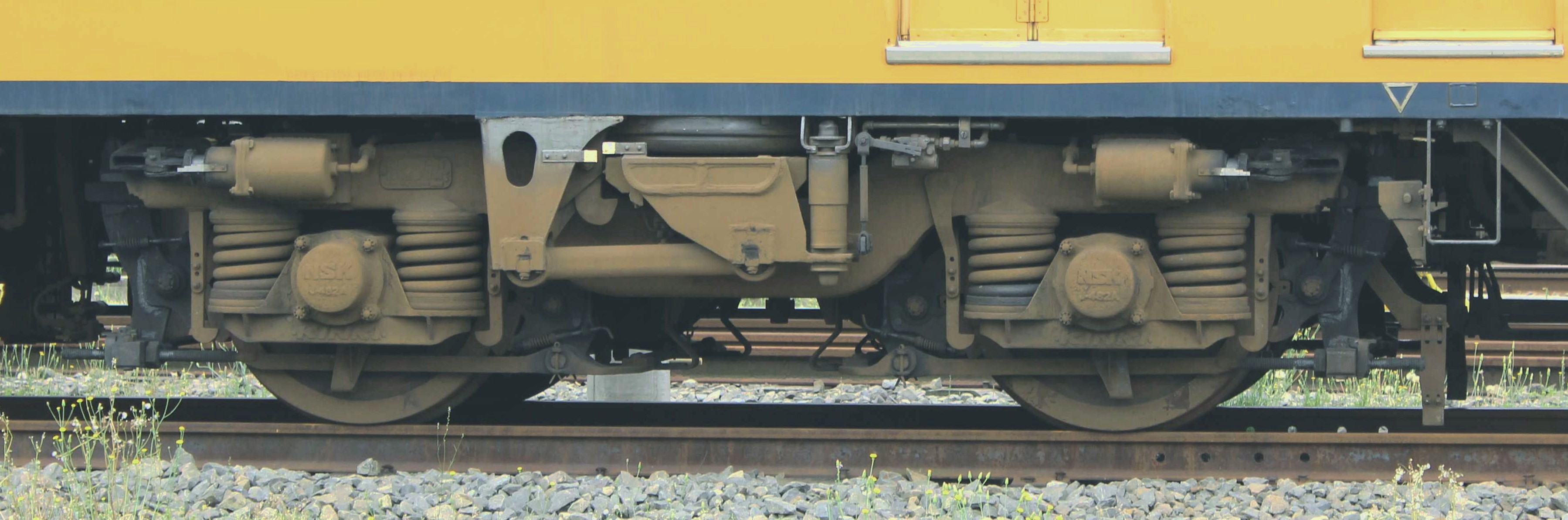
KD-71台車(電動車用） 山側
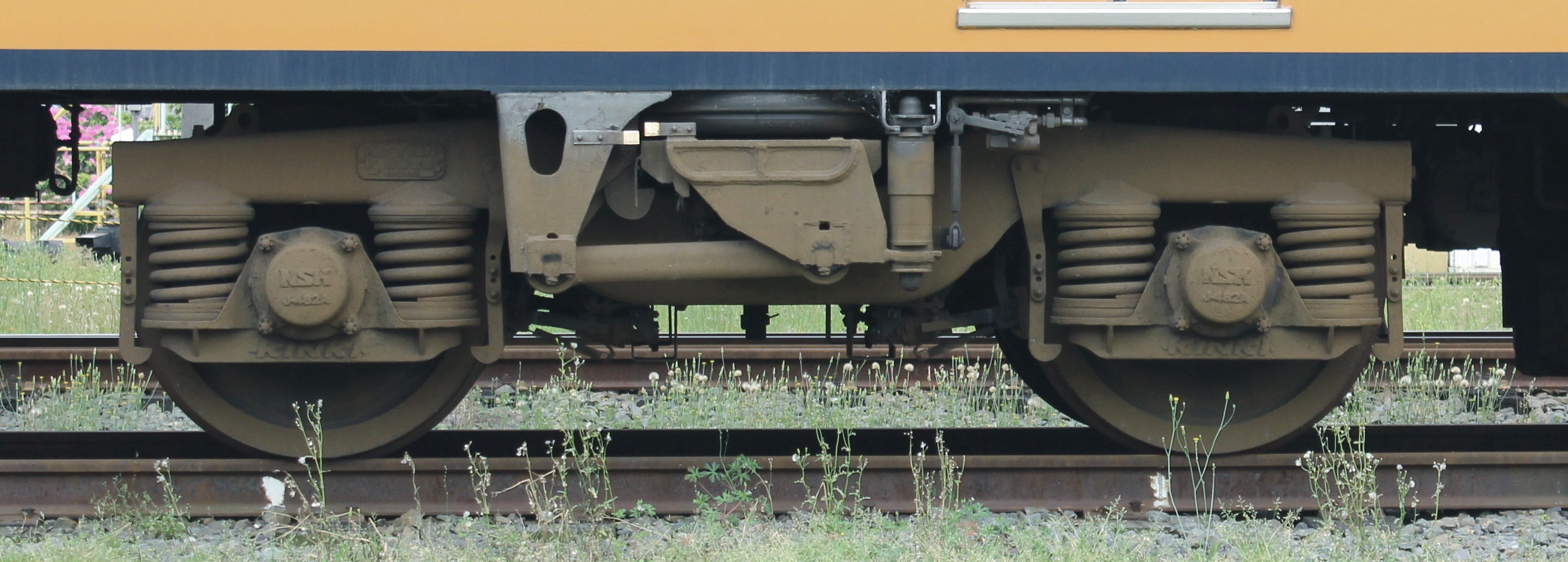
KD-71A台車(付随車用） 山側
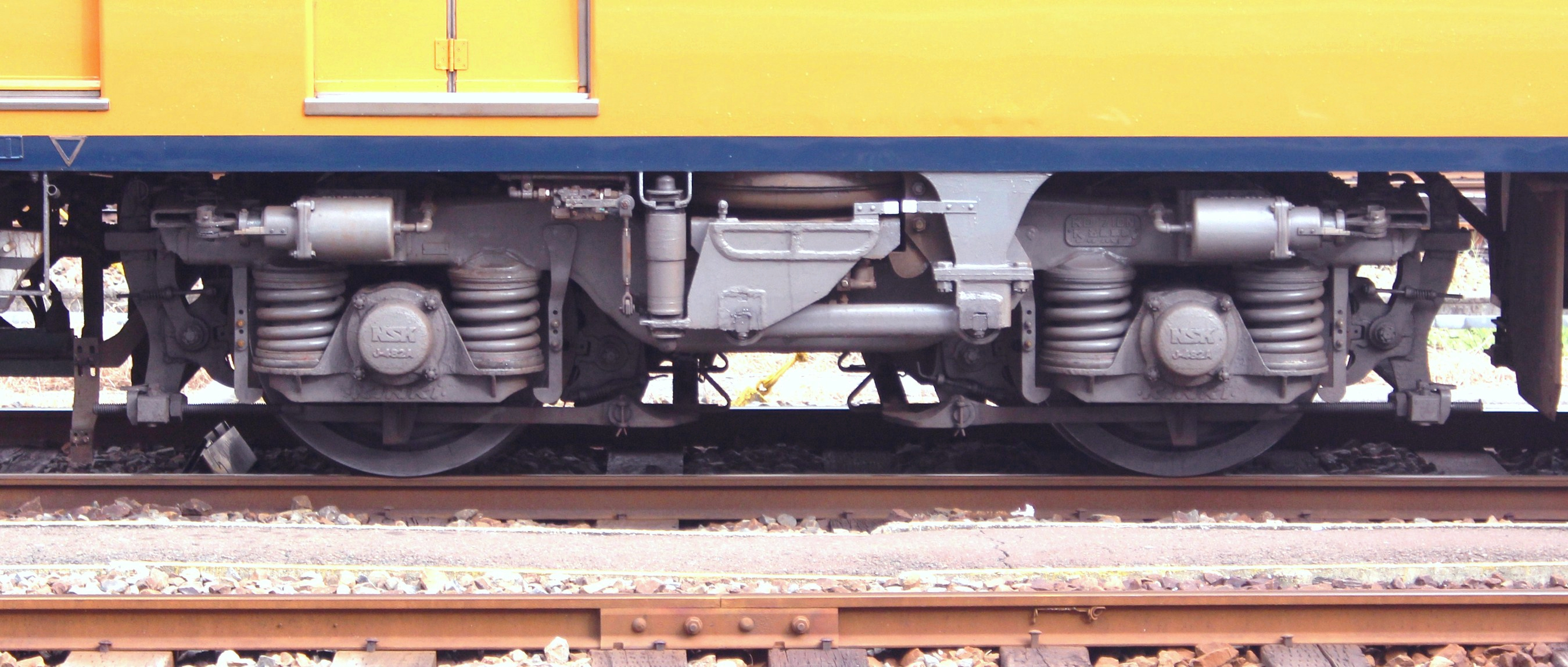
KD-71E台車(電動車用） 海側
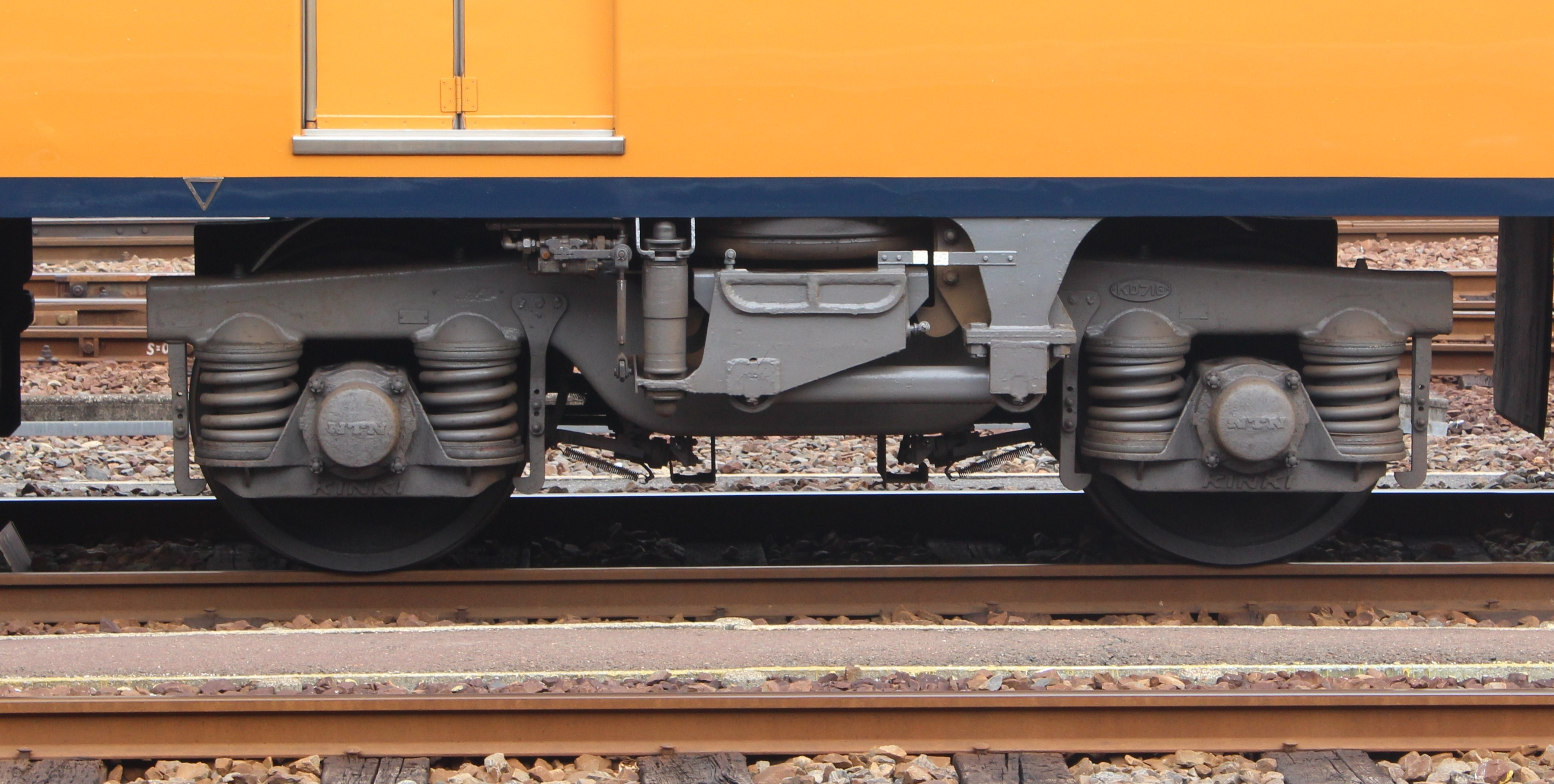
KD-71C台車(付随車用） 海側

#### ブレーキ
HSC-D電磁直通ブレーキを搭載する。
ただし、120 km/h運転対応として高速域からの非常制動距離を短縮させる制御圧切替装置が追加搭載されている。これはブレーキをかけた際に発生する粘着力は各速度域に応じて変化するが、この粘着力を有効利用するためにブレーキシリンダー圧力を速度によって段階的に変化させる機構である。

#### 連結器
特急列車同士の増解結によるさらなる時間短縮を目的として、電気連結器が新たに設置され、あわせて正面スカートに切り欠きが設けられた。ただし、電気連結器を持たない10100系との連結を考慮し、ジャンパ栓および車体にジャンパ栓受けの設置が継続して行われ、12000系から引き続いて制御電動車のスカート上に連結アダプター箱が設置された。アダプター箱はスカートの取り付け台を兼ねるために撤去が困難で、柴田式自動連結器を有する旧型車両が淘汰された後も設置されたままとなっている。

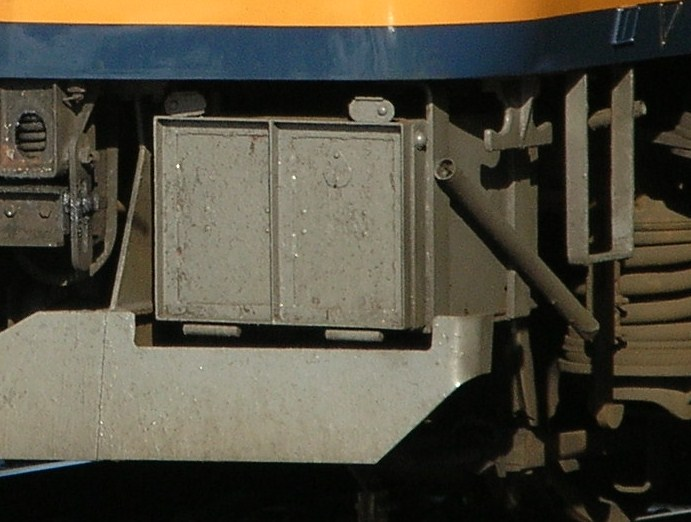
連結アダプター箱

#### 集電装置・その他
パンタグラフは2台に増設された。33 ‰上り勾配においても均衡速度100 km/hを確保している。
その他、空気圧縮機・主抵抗器・電動発電機などは12000系と同仕様である。

### 車内設備

#### スナックコーナー
車内ではモ12200形のスナックコーナーのカウンターが、12000系と比較して倍以上の面積の2,355 mm×1,770 mmに拡大され（モ12000形のカウンターは1,595 mm×1,200 mm）、この関係で運転室との仕切扉は、客室から見て右側の車掌台側に寄せられている。このため、12000系にあった物置スペースは廃止され、山側に窓が設けられた。客室とコーナーの間は乗降扉が設置されているがデッキはないため素通しであるが、乗降扉と客席の間にパーティションが設けられ、この部分には補助席（4人分）が設置された。
スナックコーナーは第20編成まで設置されたが、営業上の問題が多く、12221F以降は設置されなくなり、モ12200形の定員は60名から68名に増加した。

#### 座席
座席構造は概ね同様であるが、製造途中から18400系において新規採用された偏心回転構造を採用した。これによりテーブルをセットした状態でも回転可能となった。

#### トイレ・洗面所
| 左がク12100形（12000系）、右がク12300形（12200系）。ク12100形の運転台と乗降扉間の窓なしスペースがトイレ。ク12300形ではトイレが連結面側に移動しているため、運転台直後に乗降扉を配置。この点が両系列の大きな相違点。 |  | 左がク12100形（12000系）、右がク12300形（12200系）。ク12100形の運転台と乗降扉間の窓なしスペースがトイレ。ク12300形ではトイレが連結面側に移動しているため、運転台直後に乗降扉を配置。この点が両系列の大きな相違点。 |
| 左がク12100形（12000系）、右がク12300形（12200系）。ク12100形の運転台と乗降扉間の窓なしスペースがトイレ。ク12300形ではトイレが連結面側に移動しているため、運転台直後に乗降扉を配置。この点が両系列の大きな相違点。 |  | |

トイレは付随車に設置されている点は同様であるが、運転台側から連結面側に移動した。
12000系ではシートピッチの拡大とリクライニング機構の新採用を図りつつ、定員をシートピッチ950 mmの11400系と同数の64名としたために、そのしわ寄せとしてトイレのレイアウトに無理が生じた。12200系では定員を60名として車内レイアウトに余裕を持たせ、トイレについては和式の個室と近鉄特急車として初採用となる洋式の個室を1つずつ設置した。また洗面所はデッキ部に設置した。処理方式は垂れ流し式から貯蔵タンク式になった。

#### 乗務員室
乗務員室の前後寸法は12000系の1,180 mmに対して1,210 mmと30 mm拡大された。

## 増備
1969年3月に6編成12両が12200系グループの先陣を切って竣功した。これ以後先頭車は56ユニット112両、また後述の中間車は28ユニット56両に渡って製造され、近鉄が保有する特急用車両各系列においては最多両数となった。
1969年12月竣工の12221Fから、モ12200形のスナックコーナーを省略して製造され、当車両の定員は8名増加した。同年3月に12201Fが竣功してから僅か8か月足らずでスナックコーナーを廃止した車両の竣功となった。
12246Fまでは先頭車単独で製造されたが、それ以降は輸送力を増強するため中間車も並行して製造され、1971年12月に竣功した。これは当時の国内の商用、観光面の人の動きが活発化し、また20年に一度の伊勢神宮の式年遷宮による需要の増加が見込まれていたための対応であった（1971年12月に宇治山田駅 - 五十鈴川駅間の複線化の完成も観光需要増を見込んだ路線強化策であり、中間車もこのタイミングで製造された）。また、需要増による編成両数の増加で、中間車に運転台付き車両が多く含まれることは製造コストの観点からしても好ましいことではないため、今後は需要増に対して、運転台付車両の増備と並行しながら中間車も製造してコスト低減を押し進めることになった。
こうして増結用中間車2形式、モ12050形 (M) とサ12150形 (T)が竣功した（末尾51 - 53の3ユニット6両）。
モ12050形(M)
定員68名の中間電動車。大阪寄り車端部に車内販売準備室を備える。台車はKD-71D。屋上にパンタグラフ2基を備える。
サ12150形(T)
定員64名の中間付随車。大阪寄り車端部にトイレ・洗面台を備える。出入台は2か所ある。台車はKD-71E。

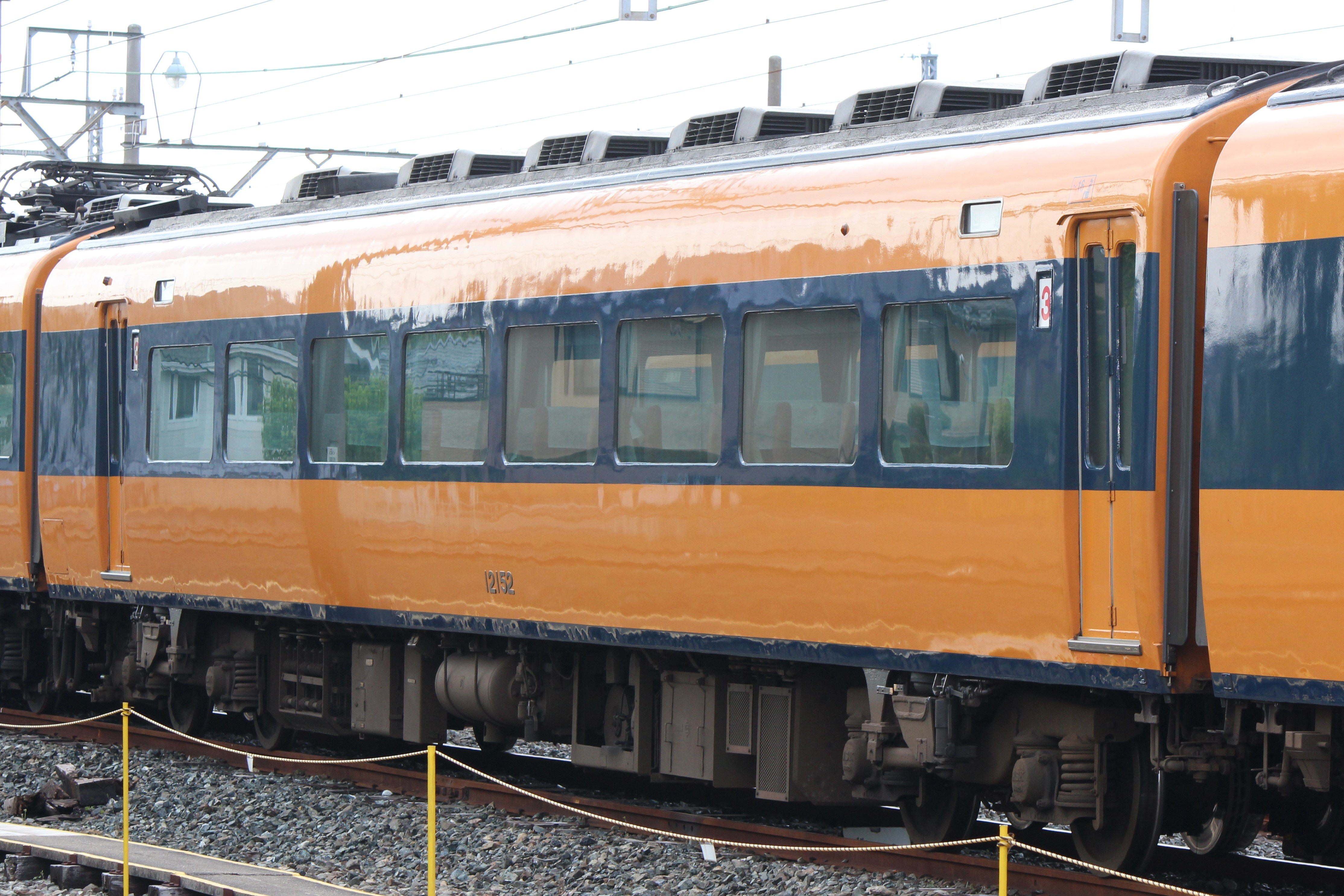
最初に製造された中間車グループのサ12152号車

近鉄電車の付番方法は複雑であるが、10400系以降12600系以前の特急車では概ね制御電動車を基準として、ペアを組む制御車に100、中間電動車は50、中間付随車には150を足す付番方法がとられた（12400系の場合は モ12400[基準車両] - サ12550[基準+150] - モ12450[基準+50] - ク12500[基準+100] ）。しかし、12200系の場合、中間車の形式番号がモ12250形（基準+50）とサ12350形（基準+150）とならなかったのは、このとき既に両先頭車の末尾番号が50番台（12250F）まで達していたからである。このため10編成で製造を終えていた12000系の形式番号ならば重複しないため、12050と12150を中間車の形式番号として採用した（後述の12020と12120に繰上げ変更しても、なお12000系の番号とは被らない）。
これにより、一部編成が4両編成となった。この中間3ユニットは同日竣功の12247F - 12249F（12250Fも同日竣功）に組み込まれ、末尾不揃いの4両編成デビューとなった（この時点で12251F以降の先頭車はまだ存在していなかったため、末尾2ケタを一致させようがない）。翌1972年12月にS54・S55の2ユニットが竣功し、先頭車も12252Fまでが竣功した。さらに翌1973年3月に12255Fまでが竣功したが、中間車においてはこれ以後、末尾2ケタを先頭車のそれと合わせることになり、特に末尾30-40番台の先頭車に組み込んでいくことから中間車の末尾番号が若返っていくことになった。
この時、中間車2形式の形式番号よりも若い番号の車両が大量に発生することから、形式称号の変更を実施することになり、1973年5月26日付でモ12050形はモ12020形、サ12150形はサ12120形に形式変更が行われた。これにより、モ12200形 (Mc)  - サ12120形 (T)  - モ12020形 (M)  - ク12300形 (Tc) の編成とした。また、末尾2ケタに関係なく、ランダムに組込まれた中間車も順次、末尾番号が揃うように組成された。これ以後、例えば、12241Fならモ12241 - サ12141 - モ12041 - ク12341という具合に編成の末尾2ケタが綺麗に揃う編成となった。
先頭車は若い番号順に製造されたが、中間車は必ずしもその通りには製造されず、末尾2ケタ51 - 53（1971年12月）が最初に製造され、次に54 - 55（1972年12月）、若返って41 - 50（1973年4月）、56（1974年12月。56のみ末尾番号の一致した先頭車と同時に落成した）、38 - 40（1975年6月）、31 - 37（1975年12月）、29 - 30（1976年12月）の順に製造され、製造順序と番号順序が不一致という結果になった。

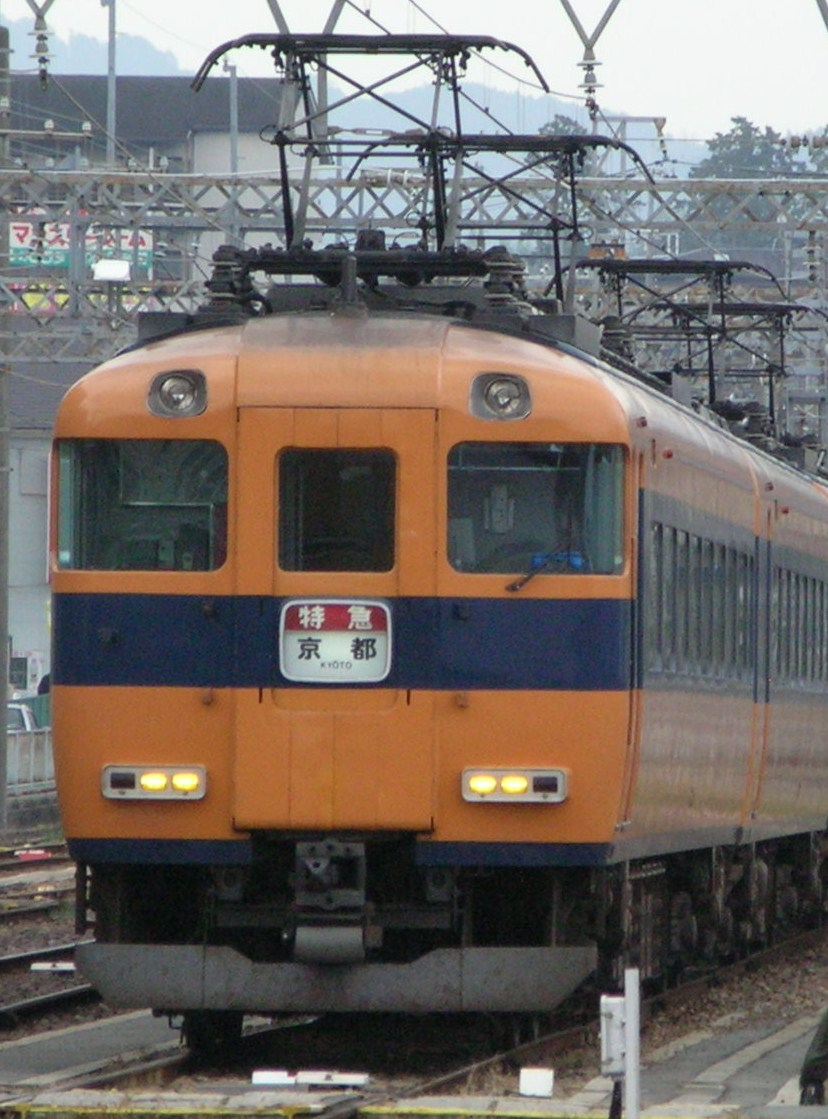
12200系の実質的な最終増備車は12400系
12401F（もと12257F）

また、38と39は12238Fと12239Fには組込まれず、既に4両編成化されていた12248Fと12249Fに組込まれて6両編成化されたが、翌年に組成相手を12238Fと12239Fに変更した。また最後の29 - 30の内30は既に4両編成化された12250Fに組込まれて6両編成となった。29は前年に39を組込んで6両化された12249Fから39と入替えとなり、同編成の6両編成は維持された。
このような中間車の製造経緯から、先に製造された先頭車と後年になって製造された中間車を組合わせることによって、同じ編成でありながら製造年月のずれが生じる結果となった。唯一、一致しているのは12256Fのみで、12231Fでは両先頭車が1970年2月竣功、中間車S31は1975年12月竣功で、他車においても約1年半から5年半のずれが発生している。このことが後年、車体更新時期のずれを生じさせることで先頭車は旧仕様の内装、後年更新された中間車は新仕様の内装であるため編成を組むことが出来ずに、中間車のみ他編成に組換えが行われる原因となり、後年製造された中間車でも需要減によってB更新されないまま廃車となって短縮された編成も発生した。
こうして1976年から1996年に至るまで以下の編成が維持された。
2両編成  12201F・12203F - 12230F 29編成
4両編成  12231F - 12248F・12251F - 12256F 24編成
6両編成  12249F・12250F 2編成
増備されるに従い、台車も改良が加えられ、形式も変更された。モ12233 - モ12250がKD-71B、モ12251 - モ12256がKD-71D、ク12333 - ク12250がKD-71C、ク12351 - ク12356がKD-71Eとなった。1977年12月には10100系の廃車代替として12257F - 12259Fが製造されたが、翌年登場の30000系を意識した意匠を取り入れたために変更の度合いが大きく、監督官庁からの指摘を受けて、竣功届提出の翌日に形式称号変更届を提出して12400系となった。この形式称号変更によって結果的に12200系の約8年に及ぶ製造を打ち切った。

## 改造・車体更新

### 列車無線アンテナ設置
製造当初は先頭車に列車無線アンテナが設置されていなかったが、1971年製の車両から取り付けられ、それ以前に製造された車両にも列車無線の運用を前に取り付けが行われた。

### スナックコーナー撤去

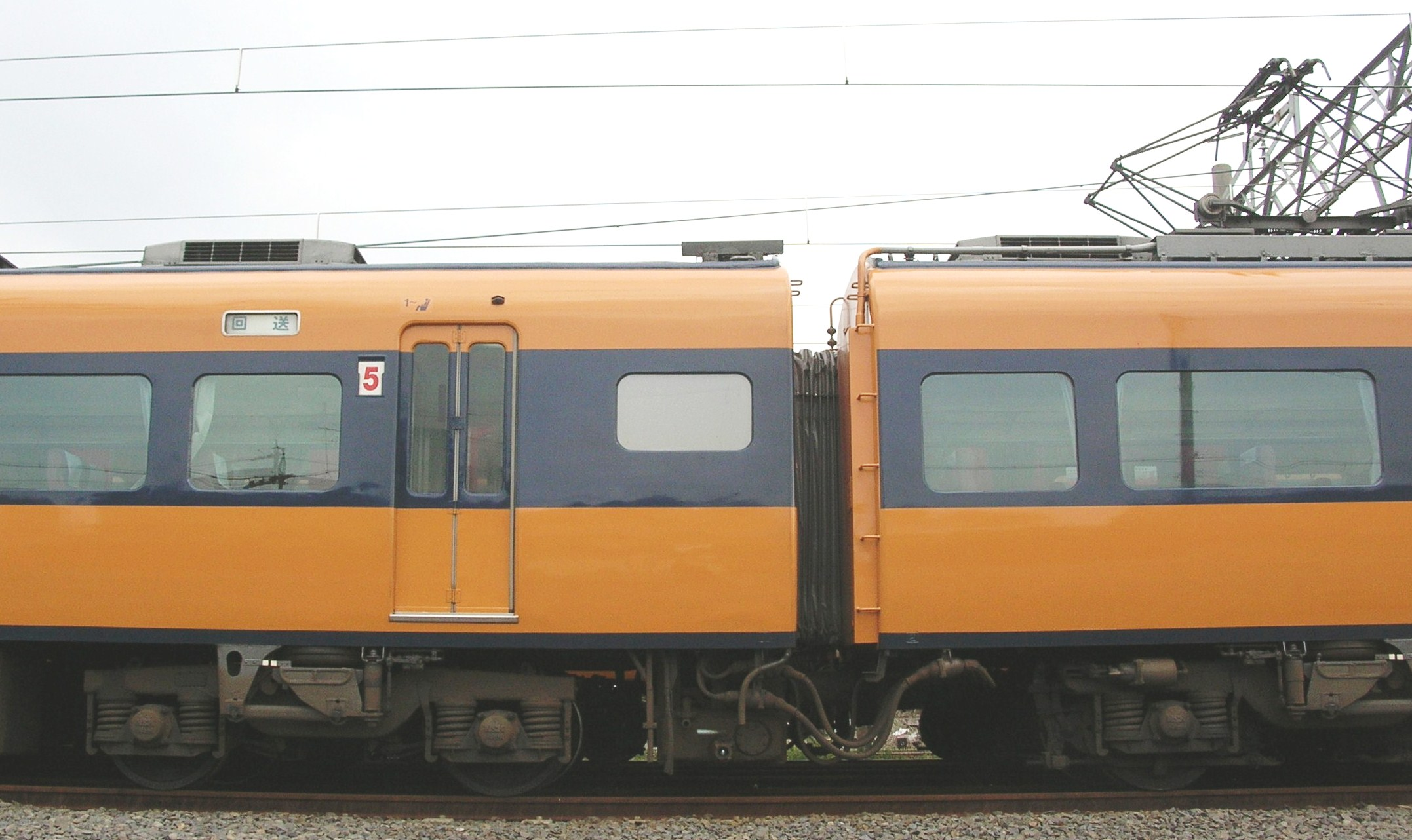
小型化されたトイレのスリガラス
（12231F）

1977年からは既に営業を停止していたスナックコーナーを一部編成で撤去した。スナックコーナー部分には4座席を増設し、定員は68名に増加した（増設区画のシートピッチは940 mm）。側面窓は他の客席と同じ高さ・形状にそろえられている。ただ、車内販売基地が失われるという欠点もあり、12218F・12219F・12220Fの3編成のみにとどまった。これ以降は、スナックコーナーを撤去した跡に車内販売基地を設置し、基地と客室の間には仕切を設けて区分し、客席は4名分増加して定員64名となった。この工事は1982年から開始され、翌1983年までに全車完了した。
そのほかに電気連結器を持たない10100系が廃車になると、10100系との連結に際して必要だったジャンパ線が不要となるため、1980年より順次撤去が行われ、12000系同様、客室の換気を行うために換気扇が1両につき2台ずつ設置された。また、1984年からはトイレのスリガラス（白窓）の小型化、ないし撤去作業が開始された。

### 簡易車内改装

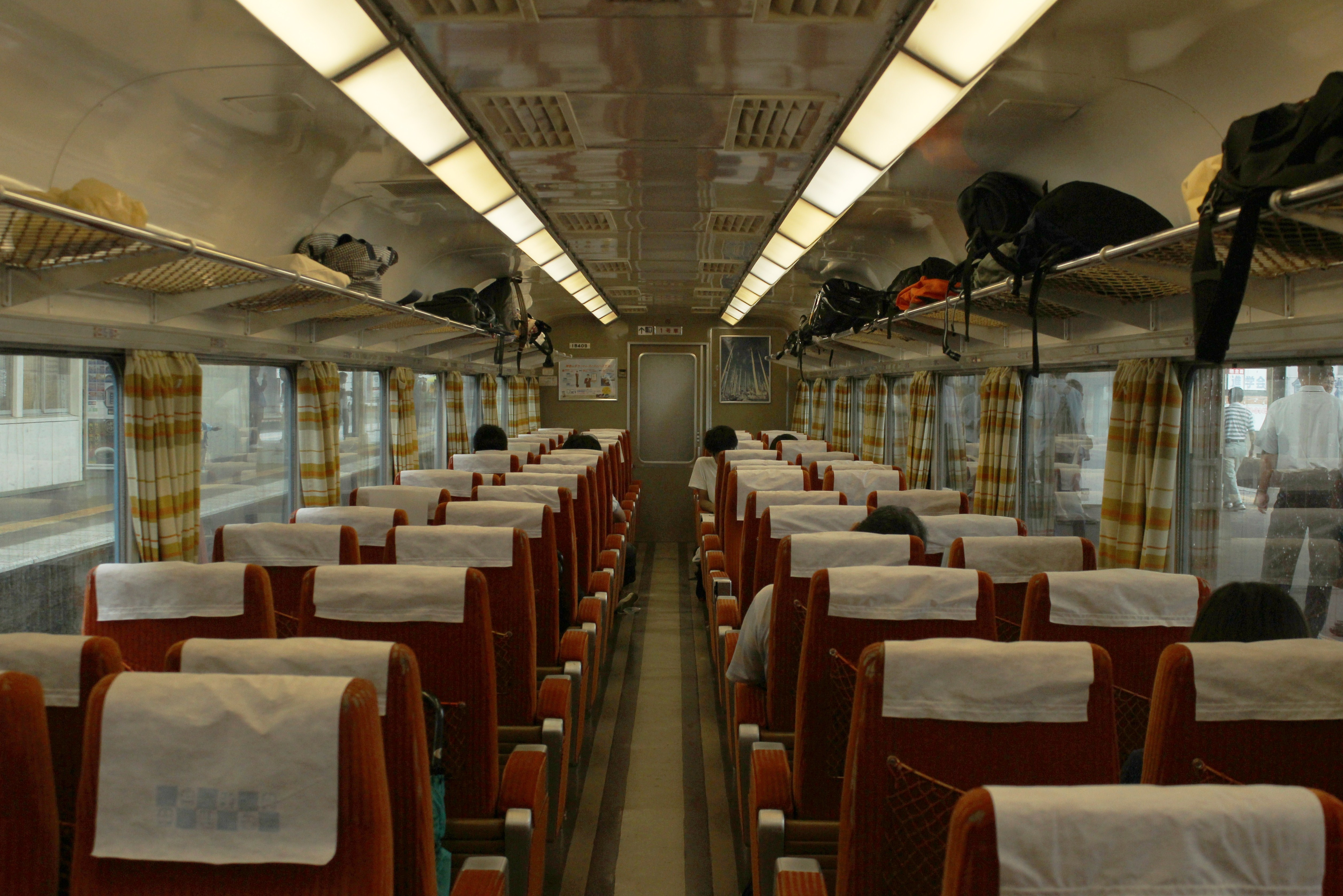
簡易車内改装後の内装
18400系18409Fの車内

1980年代に入って簡易車内改装が実施された。木目調の化粧板や市松模様の床材は従来のままであるが、カーテンや座席表布は12400系と同一仕様に交換された。

### 車体更新（A更新）

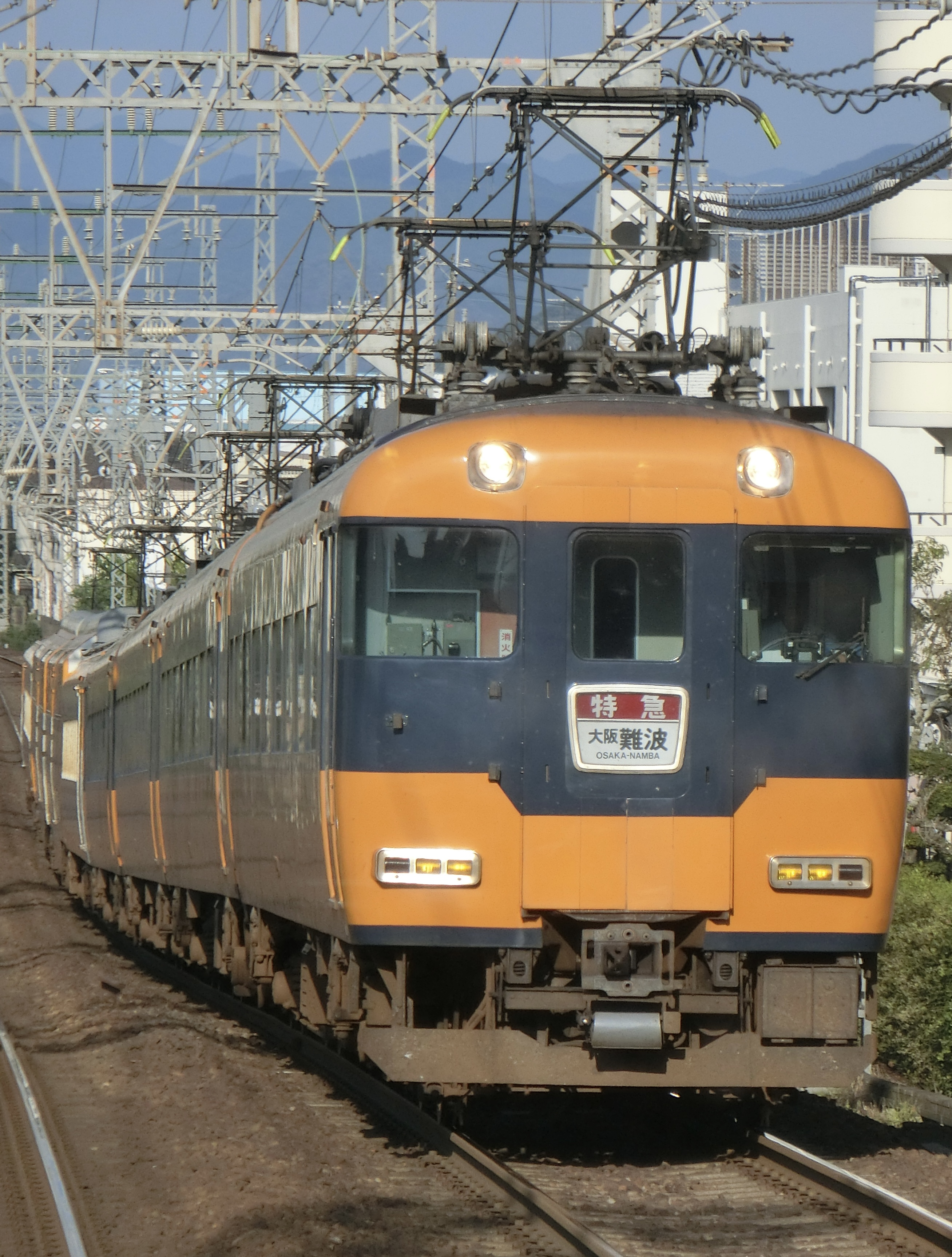
更新後のフロントは12000系に準拠。

1985年からは本格的な車体更新工事が開始され、12000系同様に前面は方向幕を設置し、客室については化粧板は12400系などの「サニーカー」と同様の白系の明るい色調のもの、床材は市松模様から長尺タイプ、座席は未更新車も含め、表地をオレンジ色のもの、座席のリクライニング方式は3段式からフリーストップ式に交換された。トイレのスリガラスを小型化、ないし撤去する改造は引き続き行われたが、屋上のベンチレーターの排気口が外向きから中央向きに変更された。
1990年からは室温と静寂性を保持するため、ク12300形の運転室直後の出入台と客室の間に仕切りを設ける工事を施工した。この際、仕切りのスペースを捻出するために座席を1列分撤去のうえ、その部分の窓も小窓に変更され、併せて衝立を設置の上、荷物置き場を設けた。これに伴い、屋上のユニットクーラー及び行先表示器も移設された。これにより定員が変更され、4名減の56名となった。また、モ12200形においても出入台と客室の間に仕切りが設けられたが、元々設置されていたパーテーションを仕切設置のスペースに転用したため、定員の変更はない。さらに、運転台の窓は防曇対策として設置されていた長方形の枠（デフロスタ）と窓が撤去され、EWガラス（熱線入ガラス）に交換された。この更新に伴い、先のスナックコーナー撤去スペースに8座席を設けた12218F - 12220Fの3編成は扉を運転台直後に配して仕切りを設け、12221F以降の車内見付と同様となり、仕切り扉をマジックドア方式から光電スイッチ方式（光線の照射により人を感知して開く）に改めたが、モ12020形 - サ12120形間の貫通路や乗務員室入口ドアは手動式が残された。
1985年から1991年4月までの更新は制御車を対象に施工したが、4両編成の12231Fと12232Fは車齢の若い中間車のS31・S32を未施工としてやはり制御車のみ更新した。主として12400系の内装に合わせる更新は12227F・12231F（1991年4月竣功）をもって終了した。
なお、1989年以前の更新車についてはク12300形に仕切りを追設する工事が1990年以降に施工された。

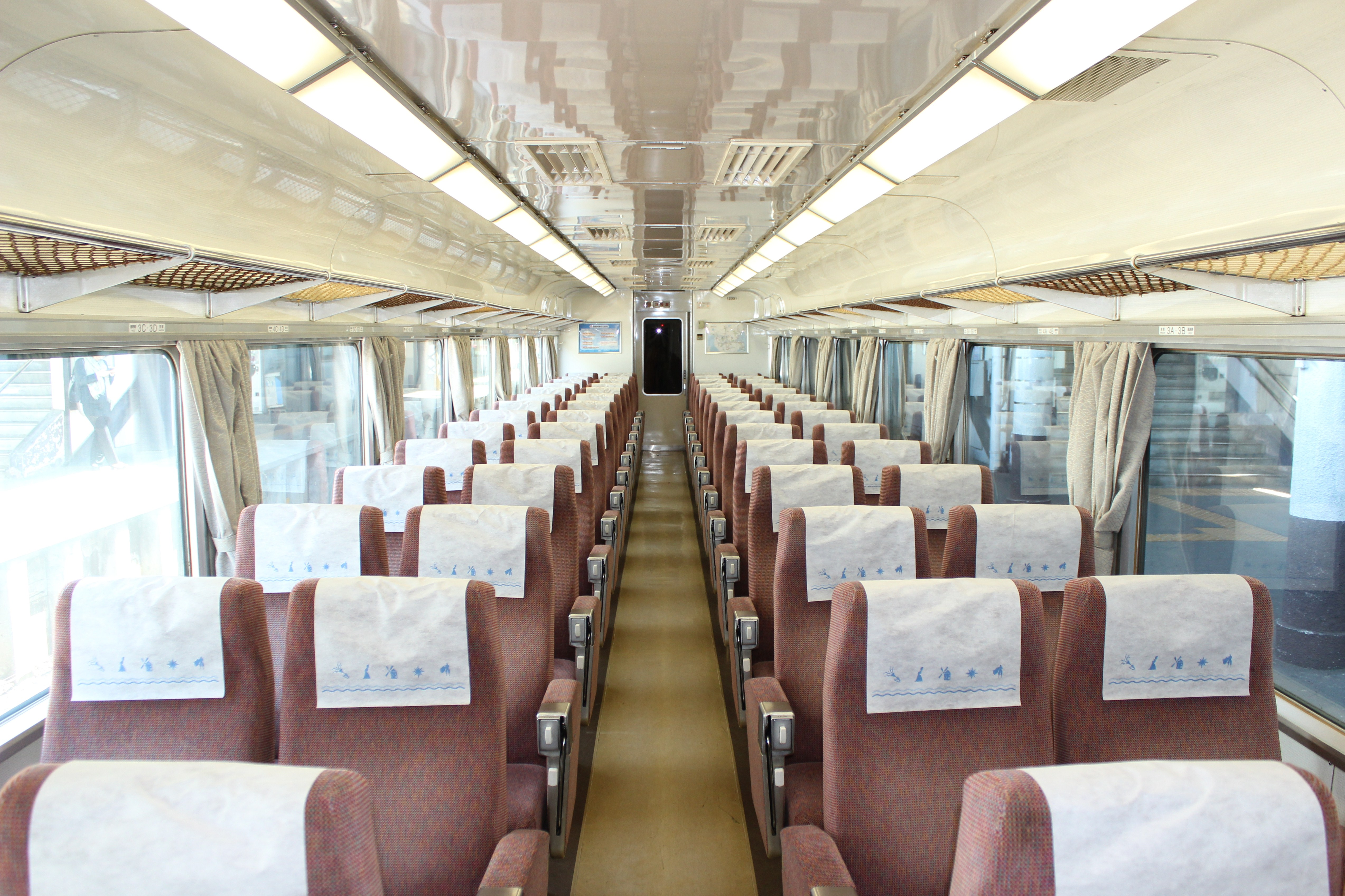
更新後の車内 更新直後のモケットはオレンジであった
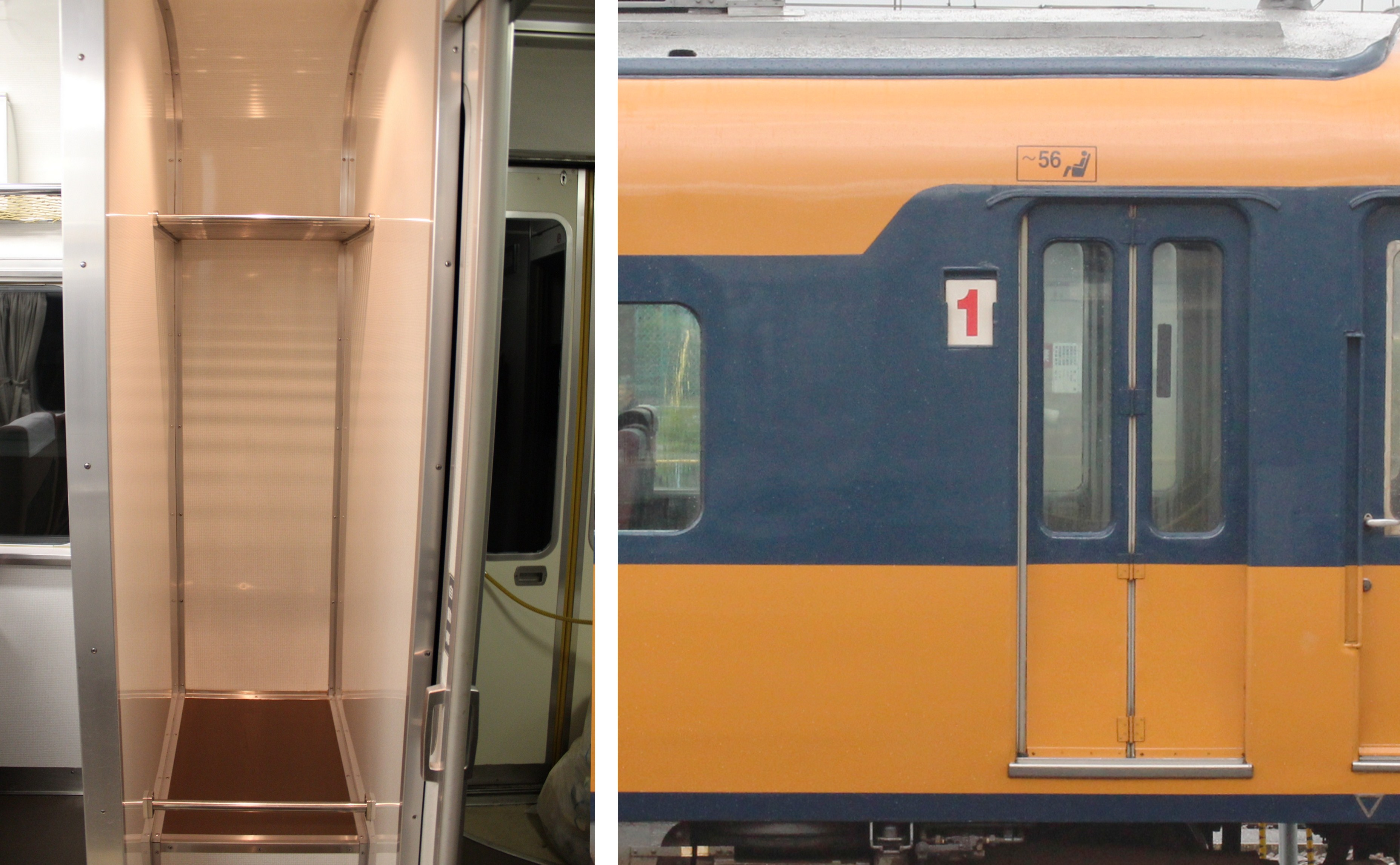
ク12300形に設けられた荷物置場
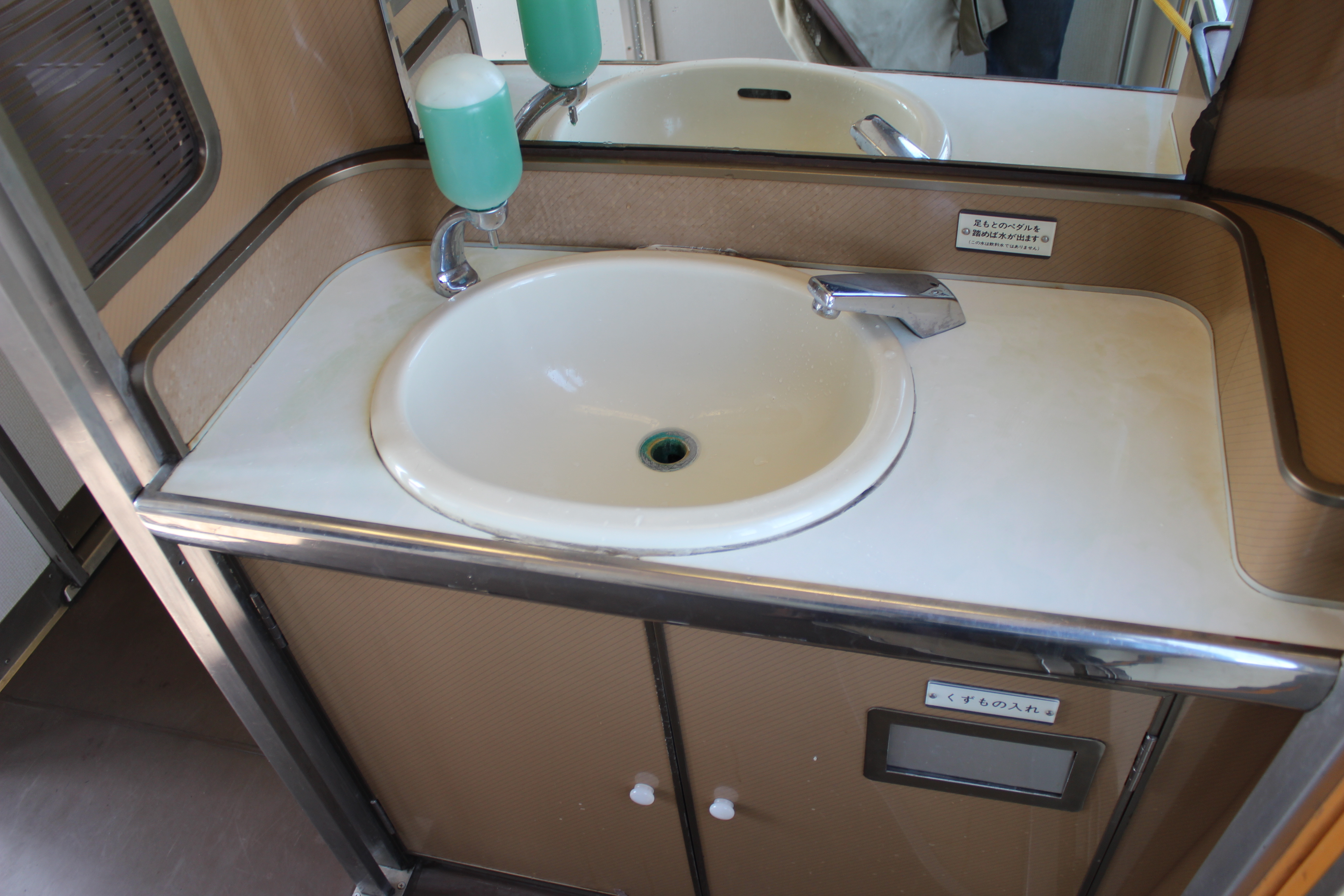
洗面台周りは12600系に準じたものに交換された（写真は15200系）
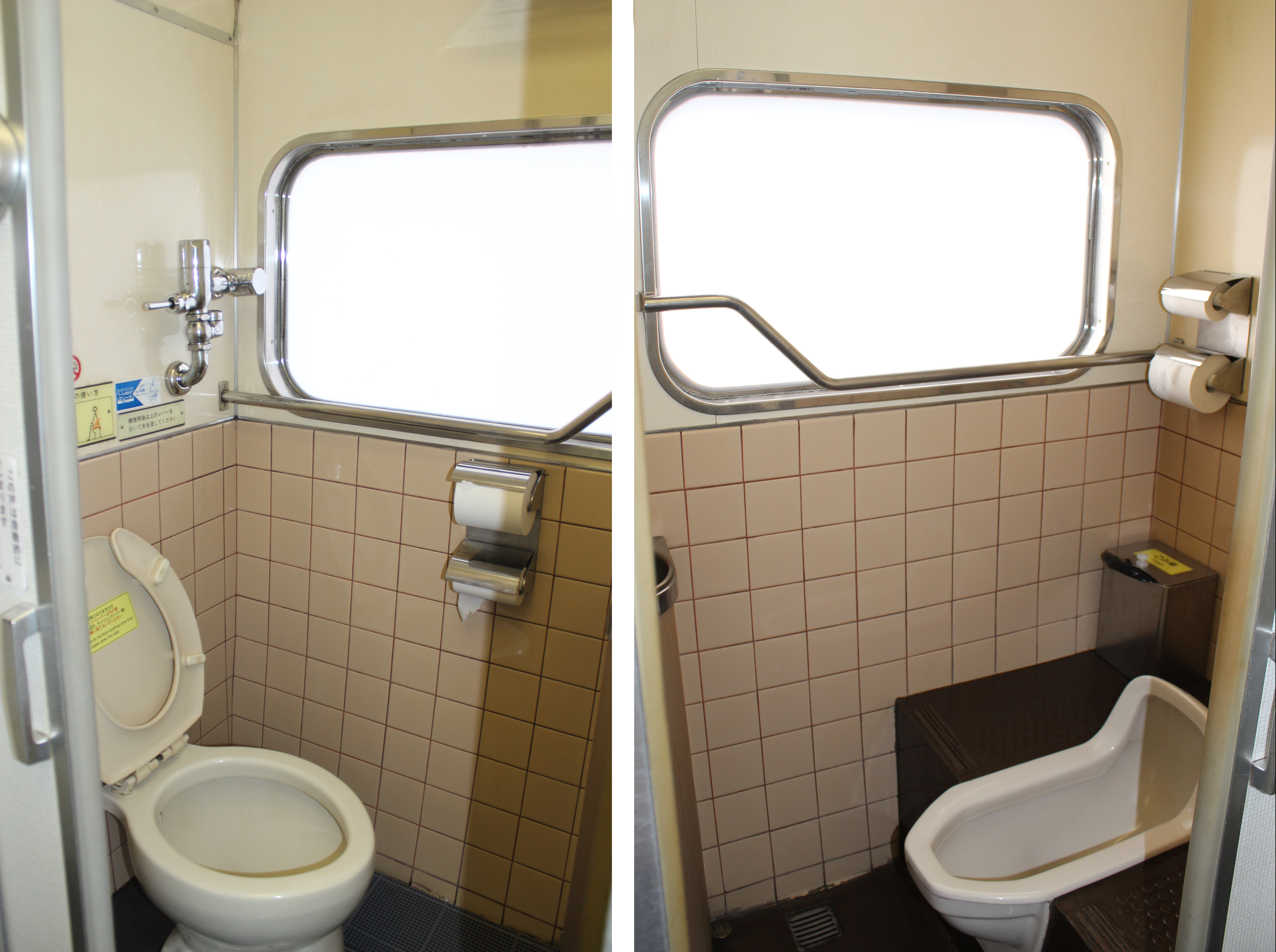
採光窓が残るトイレ

| 編成名          | 編成両数 | モ12200 | サ12120 | モ12020 | サ12120 | モ12020 | ク12300 | 備考                                        |
| 12201F - 12217F | 2        | 60 → 64 | -       | -       | -       | -       | 60 → 56 | スナックコーナー撤去・ク12300形にデッキ新設 |
| 12218F - 12220F | 2        | 60 → 68 | -       | -       | -       | -       | 60 → 56 | スナックコーナー撤去・ク12300形にデッキ新設 |
| 12221F - 12230F | 2        | 68      | -       | -       | -       | -       | 60 → 56 | ク12300形にデッキ新設                       |
| 12231F - 12248F | 4        | 68      | 64      | 68      | -       | -       | 60 → 56 | ク12300形にデッキ新設                       |
| 12249F - 12250F | 6        | 68      | 64      | 68      | 64      | 68      | 60 → 56 | ク12300形にデッキ新設                       |
| 12251F - 12256F | 4        | 68      | 64      | 68      | -       | -       | 60 → 56 | ク12300形にデッキ新設                       |

一方、12227Fと12231Fよりも1か月前に竣功した12252F（1991年3月竣工）は初めて中間車も更新し、同時に21000系に準じたモノトーン調の内装に変更され、以後の更新車は全てこの内装とされた（制御車は末尾33以降。中間車は全車）。これは、従来の更新工事が新造当初の姿に復元させる原状復帰を目的としていたのに対し、この度の更新より21000系に代表される高品質デザインを近鉄特急車両全体のトータルイメージとするべく、インテリアの統一化を図ることにしたものである。インテリアデザインのコンセプトを「ハイクオリティ」としてデザイン展開し、デザイン監修は山内陸平が担当した。
主な更新内容は天井照明を間接式に変更（空調吹出し口は従来品を流用）、また荷物棚はネット式のものからアルミ製のスリット状のものとなり、その下に蛍光灯を設置し、カーテンもロイヤルラインからベージュ地に、座席表布はカクテルレッドと呼ばれるピンク中心の混色仕様になったほか、床もストライプタイプのものから濃茶色の敷物に交換された。車内の号車表示も札式からLED式となって、トイレ使用表示灯も併設された。また、出入台と客室の間にも仕切りを設ける工事が行われ、あわせて客室側の妻壁には21000系に準じたドット模様が描かれ、仕切りドアは縦長の細窓が設けられた。デッキも21000系同様で、グレー系の化粧板に交換され、天井はアクリルカバー付の直接照明に代えてダウンライトが取付けられた。トイレ床面も21000系に準じた天然石を採用するなど、従来の更新車とは大きく異なる雰囲気となった。
1995年10月には最後まで原形の前面形状を保った12250Fが更新のため工場に入場し、羽根型特急マークのオリジナルスタイルが消滅した。本系列のA更新は中間車のS32を最後に1996年4月で完了している（この時編成替えが行われたが、その件に関しては後述する）。

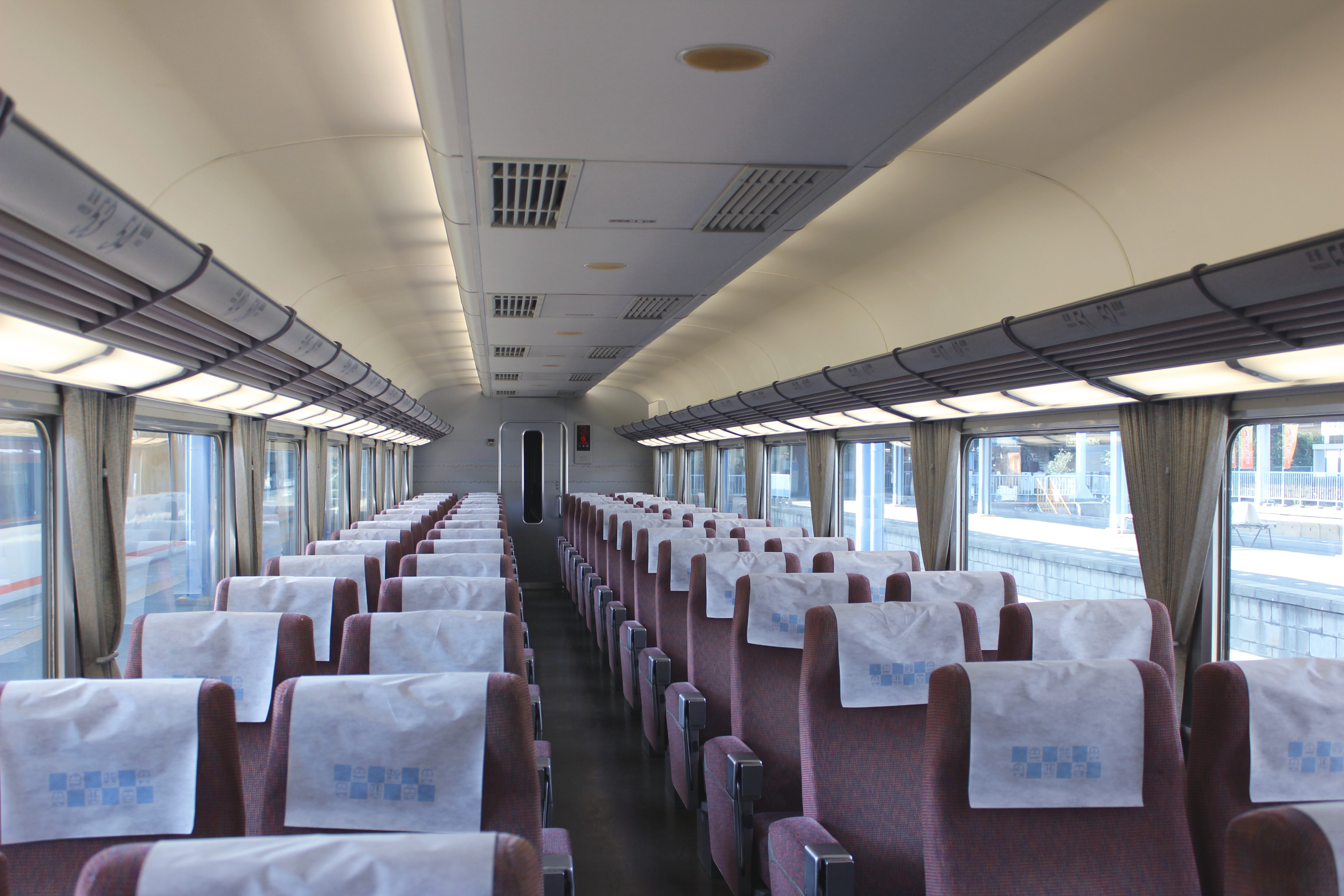
更新後の車内
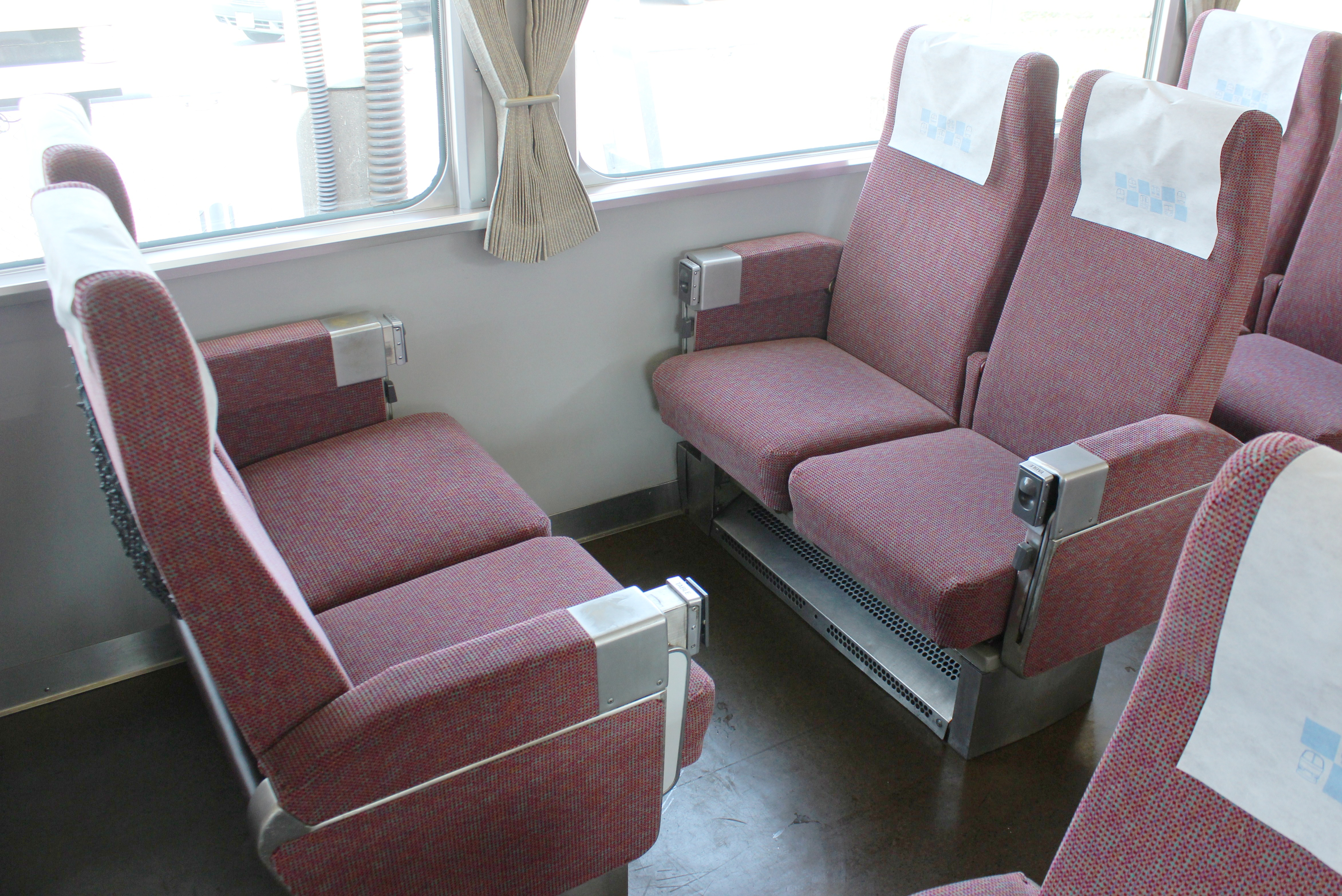
モケット交換後の座席
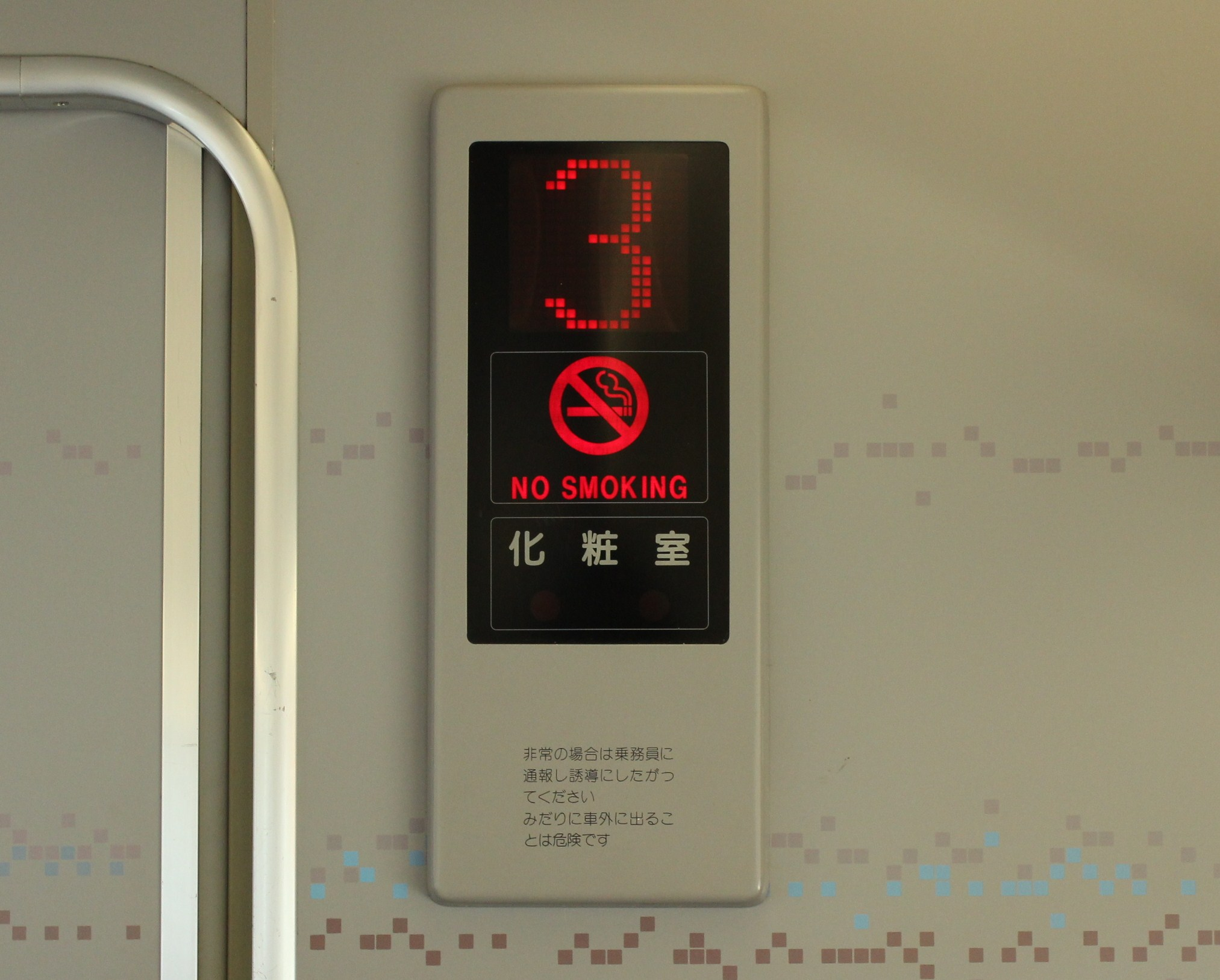
LED式サインパネルと妻壁のドット模様
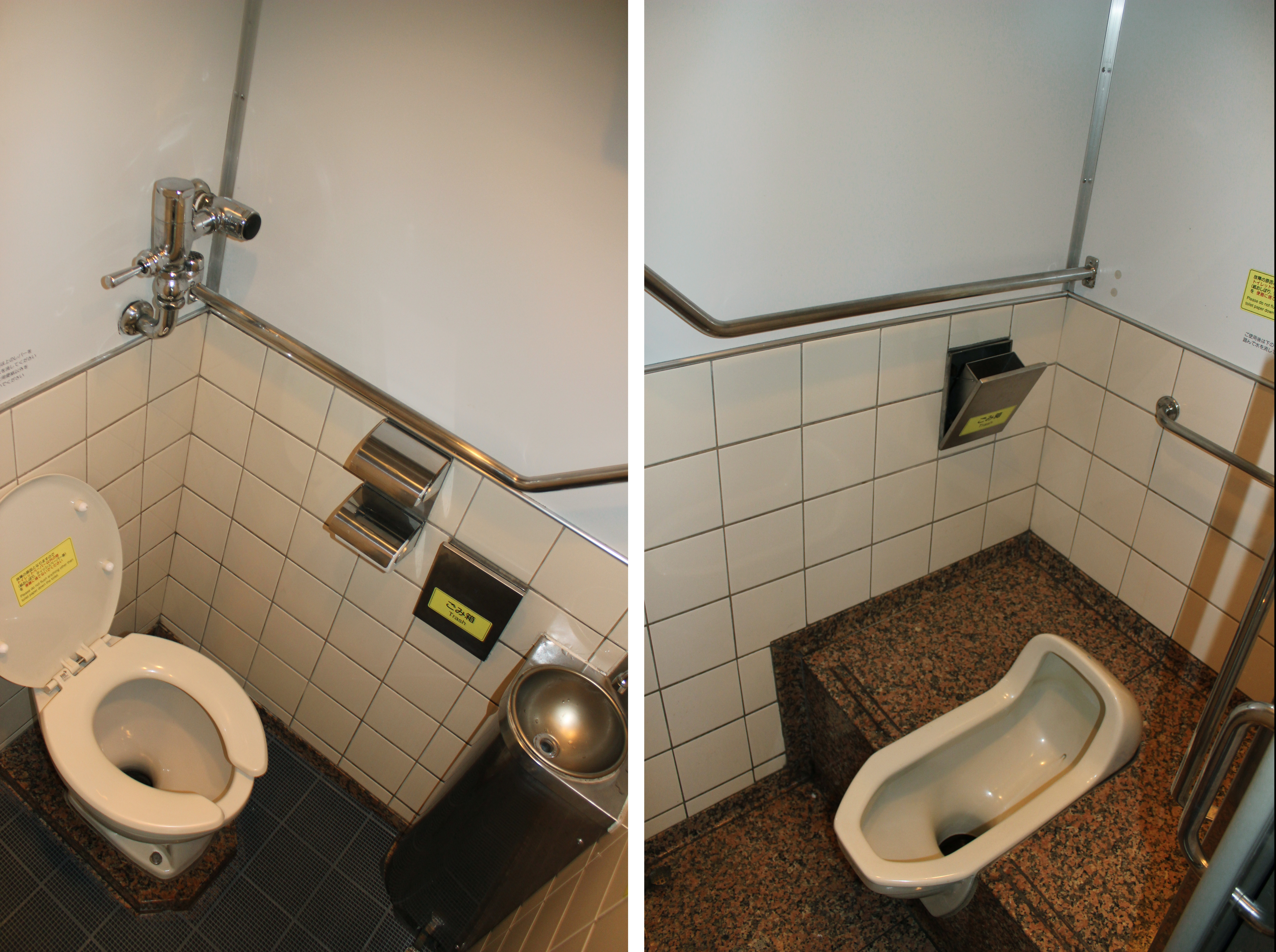
便器交換と床の御影石化が施工されたが機能は変化なし
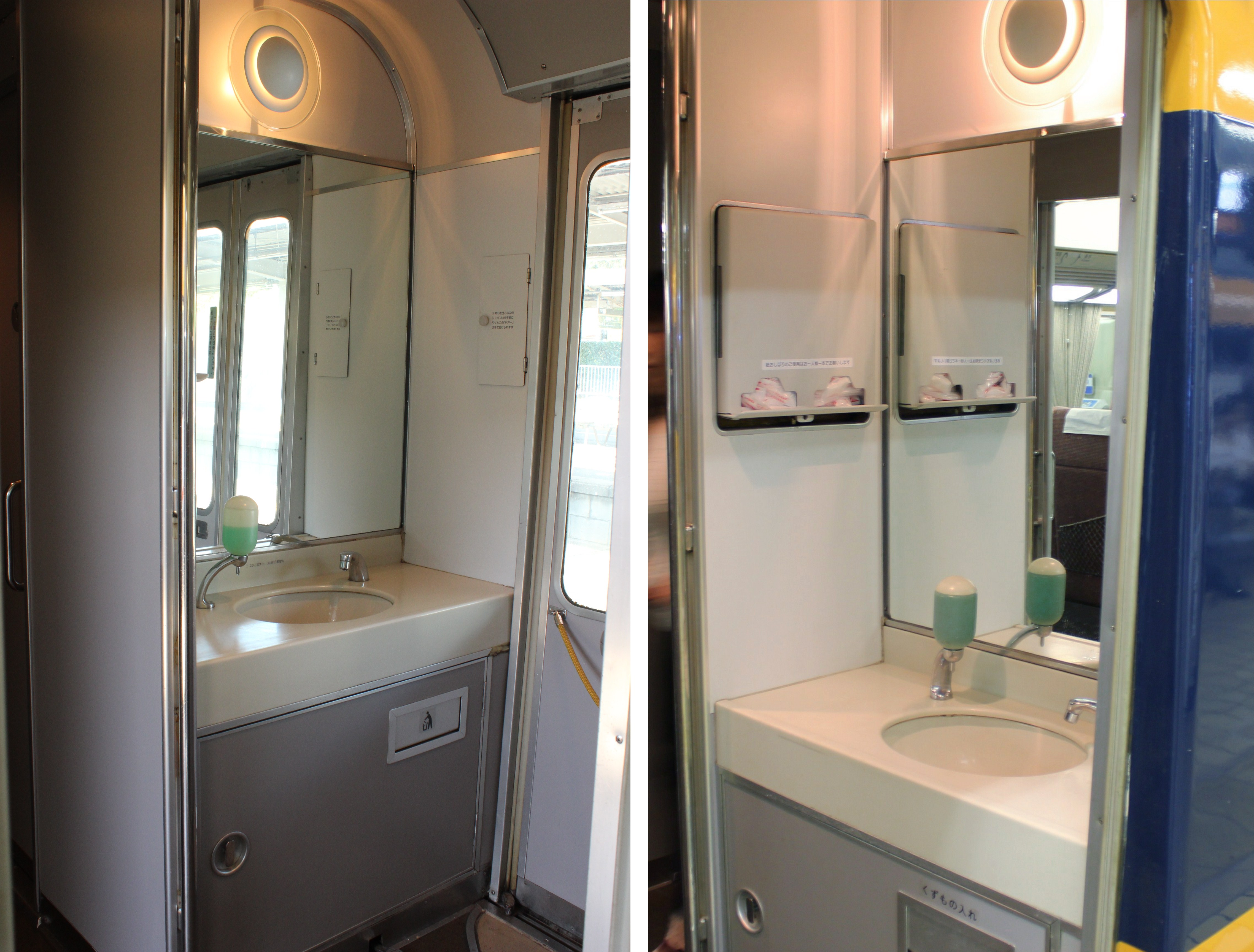
更新後の洗面台
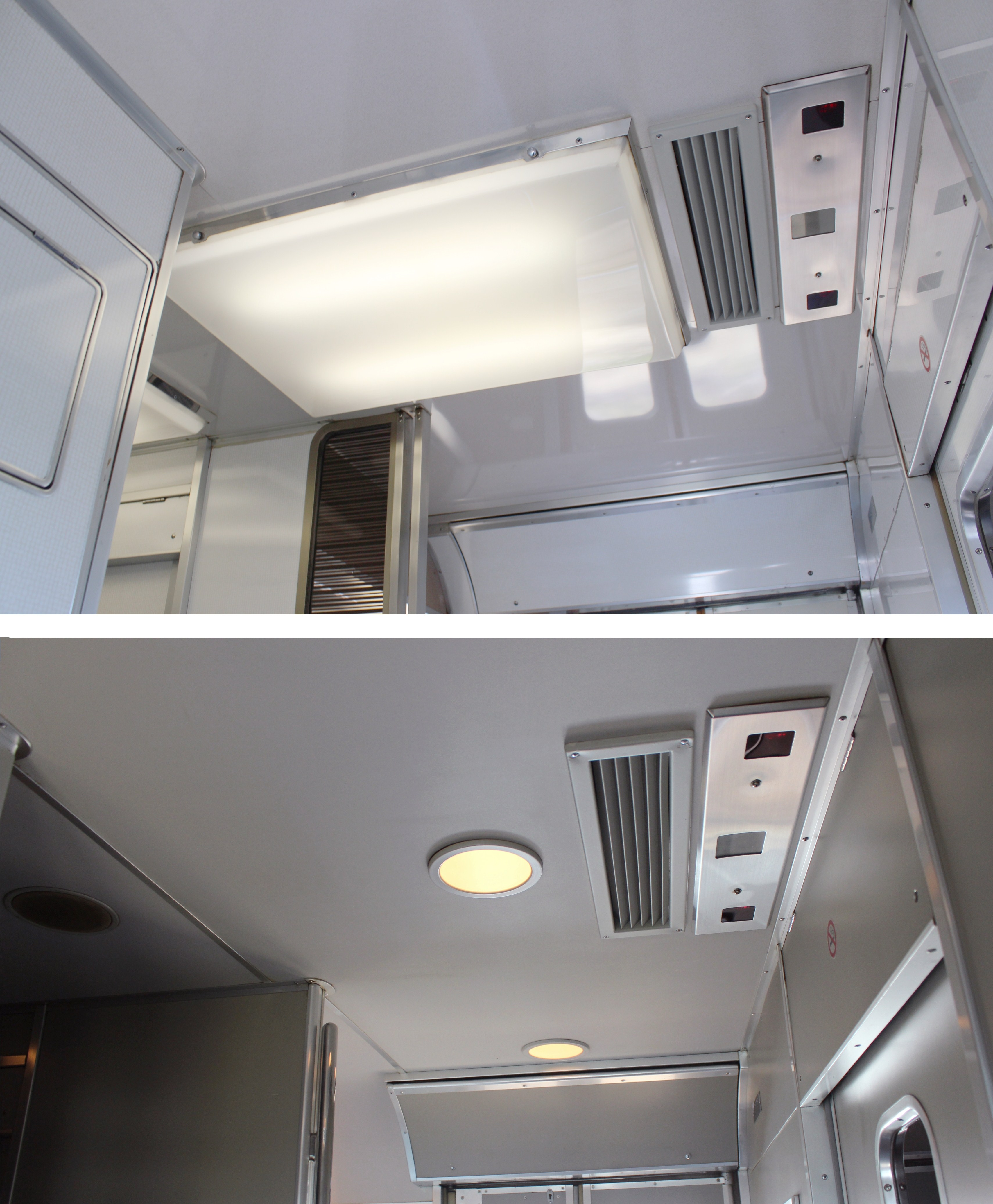
デッキはダウンライト化 同じA更新でも仕様は大きく異なる

### 塗装変更
1991年に今後の汎用特急車に採用する新しい色味を確認するため、12243F・12244F・12247F・12252Fにおいて試験的に塗装の変更が行われた。塗り分け自体に変化はなかったが色味が変更となり、最初に変更された12252Fではオレンジが黄味がかり、紺色は水色のような色味となって、前述の21000系に準じたアコモデーションの変更と同時に登場した。他の3編成では黄味がかった色味と水色より若干青味がかった色味で登場した。いずれも明るさと透明感を表現したものである。
この更新工事の前後に新製された22000系が前記4編成とは異なる色味で落成したが、これが新たな汎用特急車の塗装として全面的に採用された。先の4編成も順次この色味に塗り替えられ、試験塗装は短期間で消滅した。この新塗装は車体更新工事未施工の編成にも採用されたため、ごく短期間ではあったが羽根形特急マークのオリジナル車両と新塗装の組合せが見られた。

### パンタグラフの変更と最高速度120 km/h化対応工事

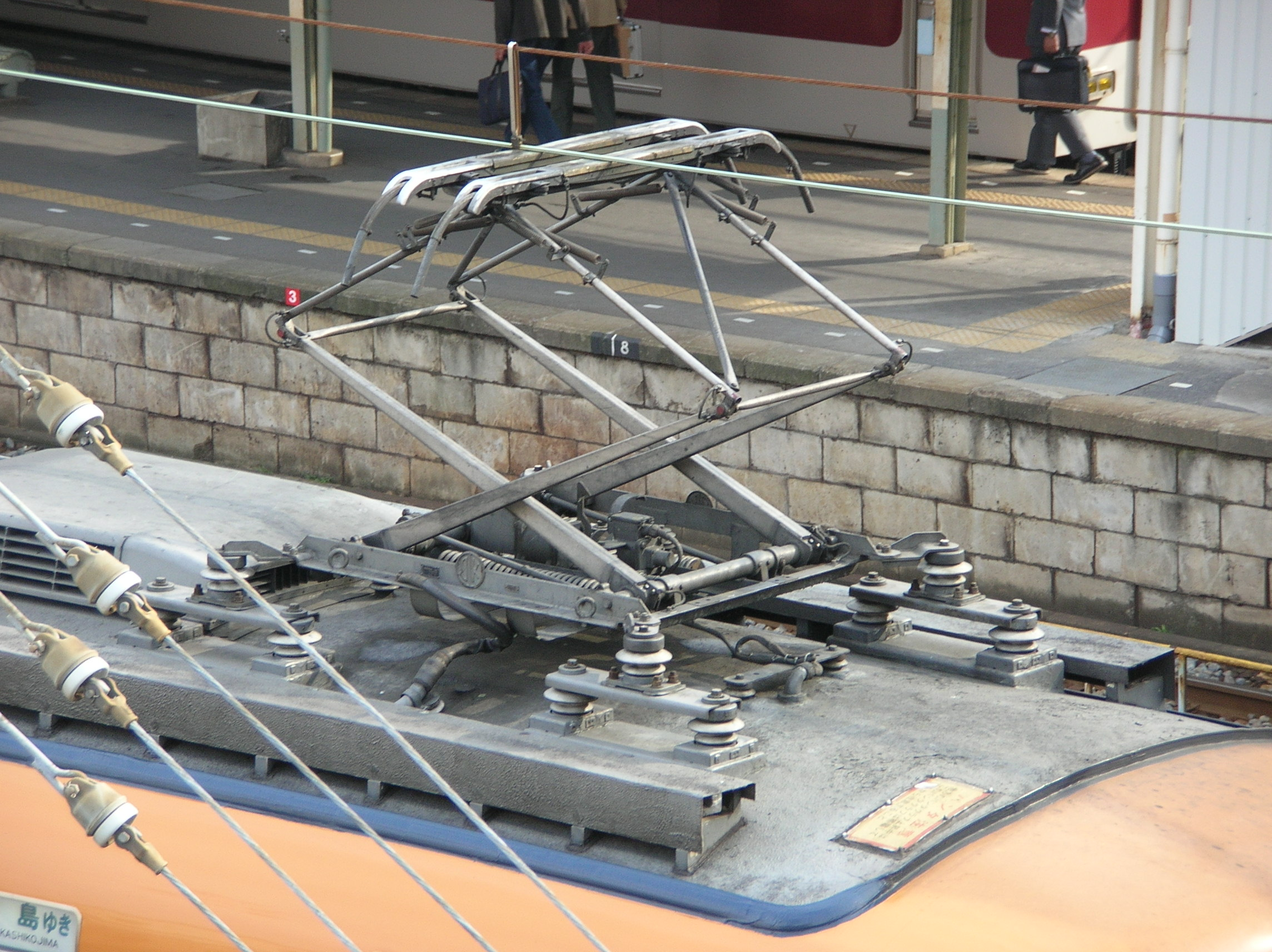
PT48形パンタグラフ

一部車両についてはパンタグラフを下枠交差式の東洋電機製造PT48系に取り替え、1988年には120 km/hへのスピードアップ対応のための改良工事を実施した。具体的には120 km/hからの制動距離を600 m以内に抑えるためのブレーキシリンダーの圧力変更、パンタグラフ集電すり板部分のばねを架線追従性向上を目的として3元ばねへ交換、ATSの上限速度の変更、下り勾配時の抑速運転速度向上のための抵抗器容量向上の改良工事である。この120 km/h運転対応化にあたり12203Fがデータ提供のため、1986年10月から12月の間で測定器を載せて夜間に運転された。同車はこの他、1987年にク12303の台車を積層ゴム方式に改造してKD-71Rとして試験され、この結果をもとに5200系の台車が製作された。

### 編成替え
1996年2月、中間車S31が車体更新の際、車内が21000系に準じた仕様に変更されたため、以前に旧仕様で更新された12231Fとは編成が組めなくなり12251Fに組込まれて6両編成化され、同様の内容で12232FとペアのS32が同年4月に12256Fに組込まれて6両編成化された。このため、6両固定編成は前回増結分も含め4編成となった。
|                             |  | ← 鳥羽近鉄名古屋 →              |   |                                 |   |                                 |                                 |   |                                 |   |                                 |
|                             |  |                                 |   |                                 |   |                                 |                                 |   |                                 |   |                                 |
| 12249F 12250F 12251F 12256F |  | モ12249 モ12250 モ12251 モ12256 | - | サ12149 サ12150 サ12151 サ12156 | - | モ12029 モ12030 モ12031 モ12032 | サ12129 サ12130 サ12131 サ12132 | - | モ12049 モ12050 モ12051 モ12056 | - | ク12349 ク12350 ク12351 ク12356 |

- グレーの車両が6両化に際して増結された中間ユニット
- 黄色は4両組成時の中間ユニット
- 6両編成を組成する場合は4両の中間に1ユニットを挟む。このとき、モとサの位置を入れ替える[注 9][37]。

### 車体更新（B更新）

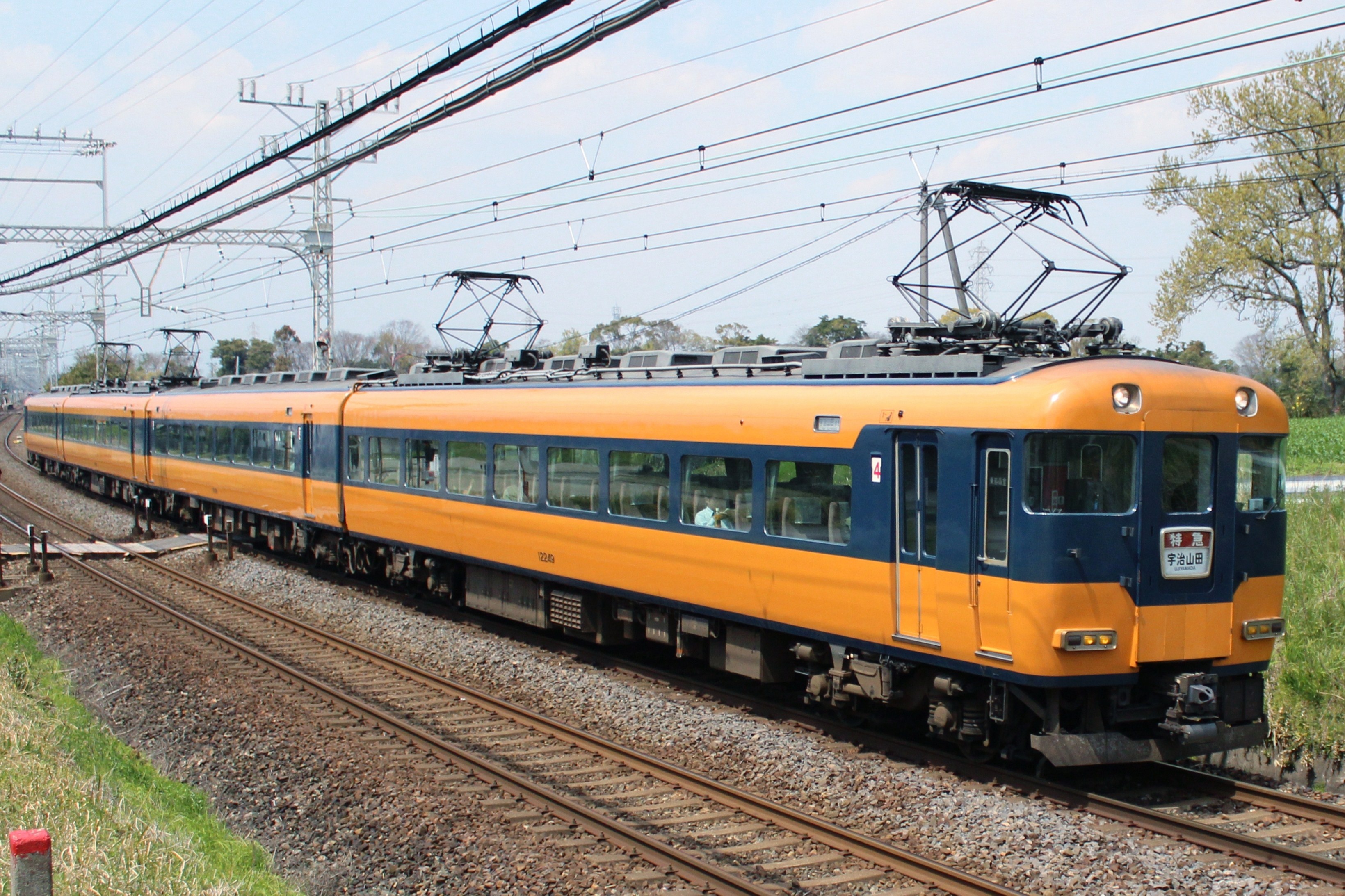
S49廃車によって4両編成化された12249F
集電装置形状が先頭車、中間車で異なる

1990年代半ばから特急利用客数が減少に転じ、このために特急車の保有数を暫時減らして対応した。そして車両新造を控えてコストを抑えつつ適正両数での特急運用を維持するために従来の特急車については新製後約30年程度で廃車としていたものを再度車体更新の上で実施し、耐用年数を約40年程度に延長することとした。更新対象は21000系に準じた車内改装が行われたグループとされ、初期車については対象外とした。こうして1998年から2回目の車体更新（B更新）が施工されることになった。
2002年までの更新内容は、まず乗降扉上部に雨樋を取り付け、屋上のクーラーキセを丸みを帯びた形状のものに交換され、機器更新と内装材の新品交換も行われた。
このB更新工事は1998年から2002年にかけて12235F - 12238F・12243F - 12248F・12252Fに行われた。
B更新対象外とされた初期車の廃車が2000年5月より開始され、2003年6月には本来であれば、B更新対象になりうる中間車S49とS51が需要減によって廃車となり、6両編成の12249Fと12251Fは4両編成となった。また、2004年8月にはS50が廃車となり、同じく6両編成の12250Fも4両編成化され、さらに中間車廃車により、2両編成に短縮された編成が発生した。
2005年には一部編成で団体専用列車への格下げ・形式変更および改番が行われ、この内S32が対象に含まれたことで、12256Fが4両編成化され、本系列から6両固定編成が消滅した。同様にS41が含まれたことで、12241Fは2両編成化された（後に形式が15400系に変更される）。
車両数の整理が一通り完了した2006年から2008年2月にかけて12233F・12234F・12239F - 12242F・12249F - 12251F・12253F - 12256FにB更新が行われた。なお、B更新は車体更新時のような車両単位ではなく、全て編成単位で行われた。
内装材はB更新前を踏襲するが、座席は従来のスライド式リクライニングシートから22000系や23000系や16400系に準じた固めのウレタン材質を採用したバケットシートに交換された。背ずりは21020系に類似したタイプに交換された以外は22000系に準じ、リクライニング機構はレバー作動のメカ式からボタン作動の油圧式、転換は背起こし式から足踏みペダル式に変更された（自動転換には非対応）。ただし、モケットは従来のカクテルレッド（紅色系）で存置されている。テーブルは22000系と同一品、ひじ掛けは引き出し式から内蔵式に交換され、Tc車の空気清浄機設置のほか、一部編成でTc車の車内販売準備室撤去が行われた。
2006年から2013年にかけて12231F・12233F - 12256Fに車体連結部の転落防止幌設置が行われた。 
2013年から一部編成で検査時に老朽化したトイレの内装改修工事が行われ、22600系に準じた室内に改修された。 

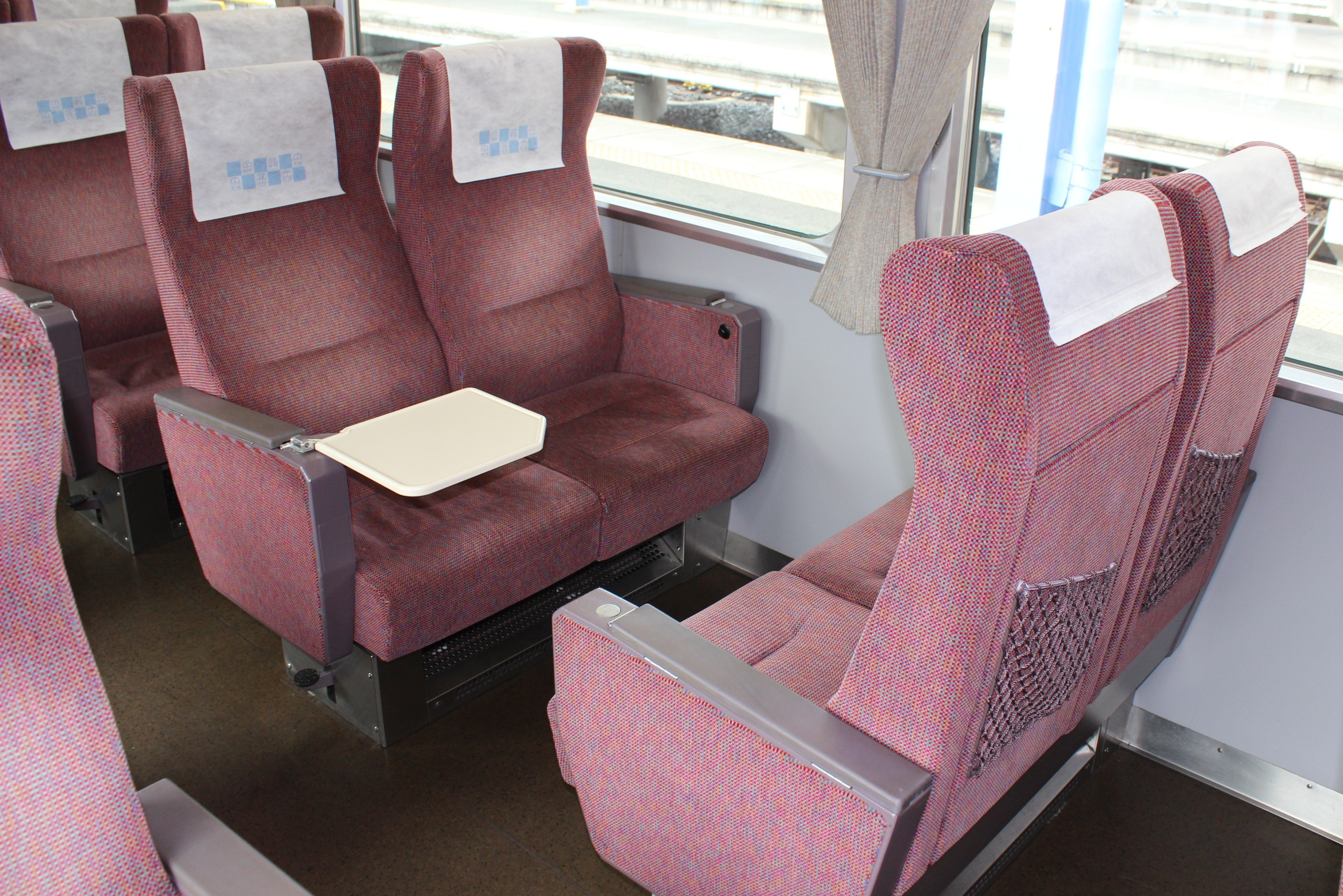
バケット型シート
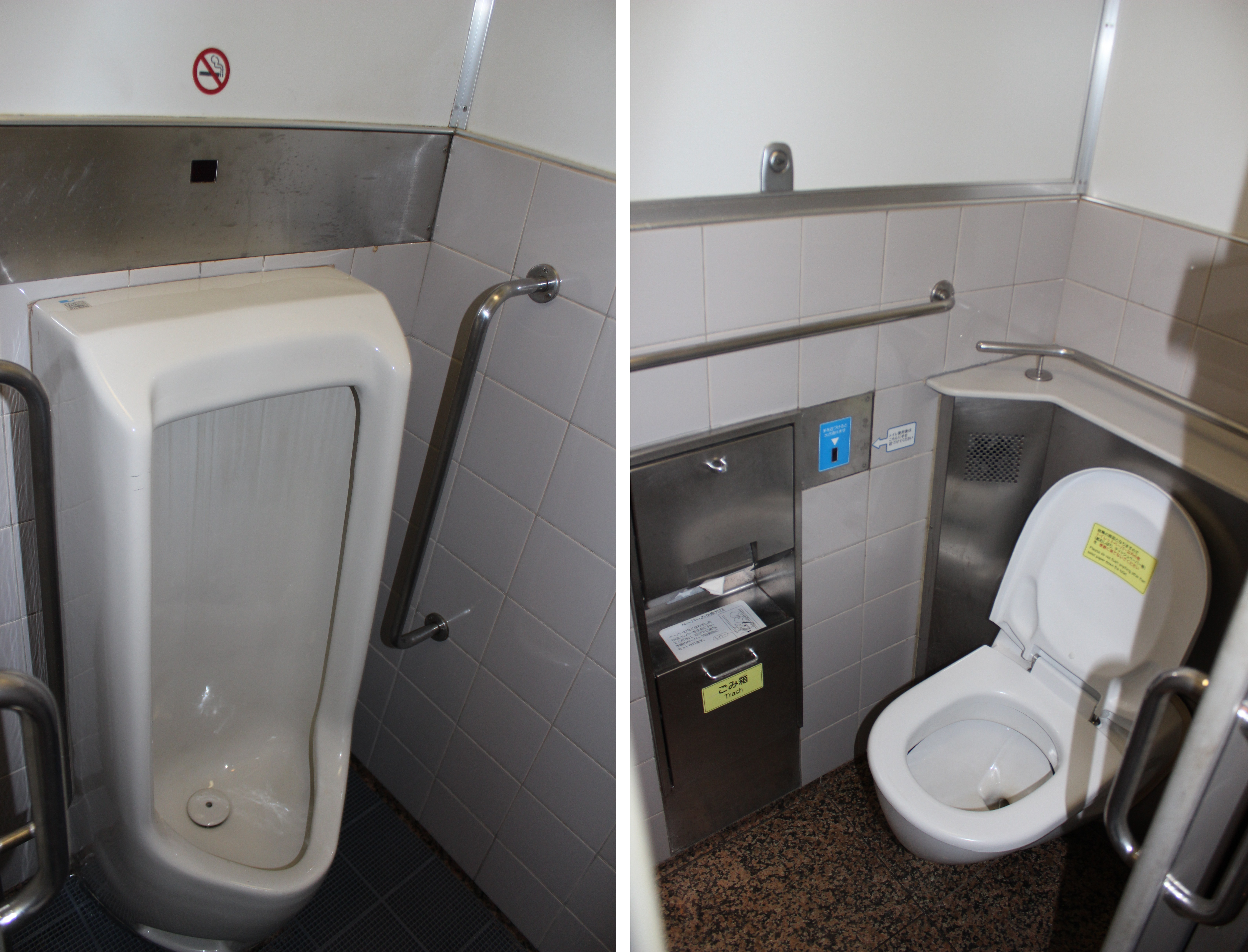
洋式を男性用化し、和式は洋式化のうえ真空化 B更新車の一部に施工された
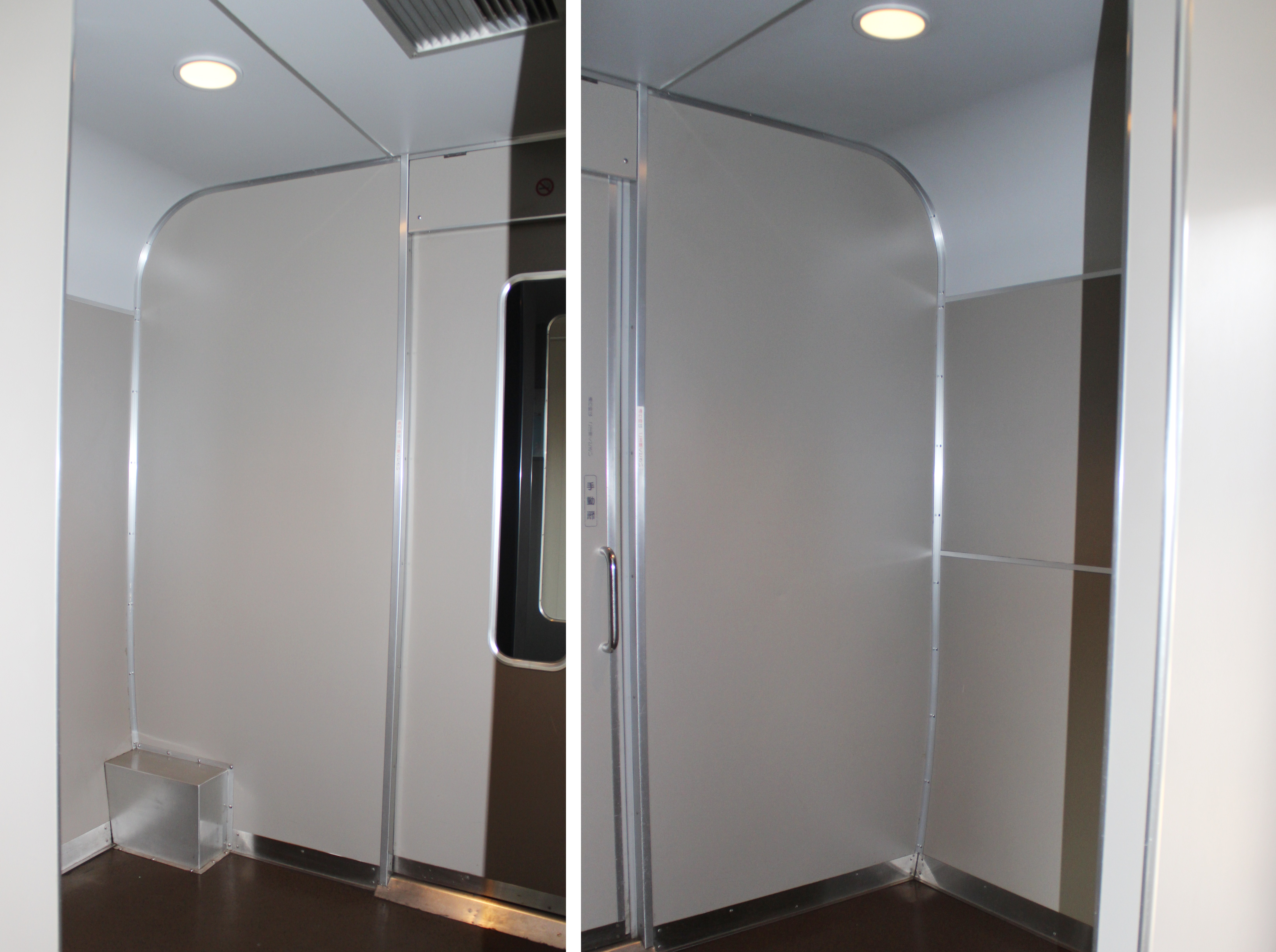
車内販売準備室の部材は撤去された
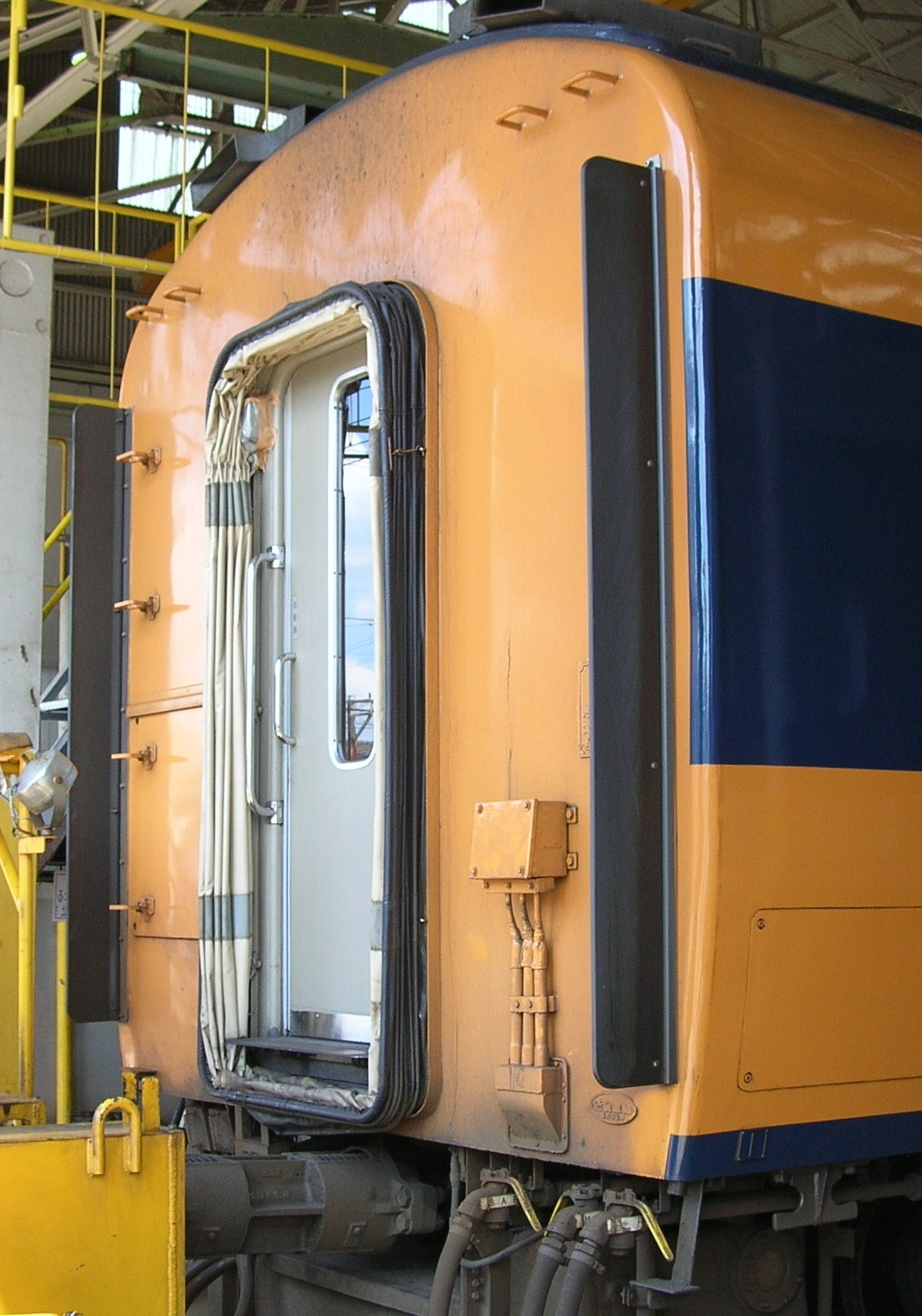
転落防止装置
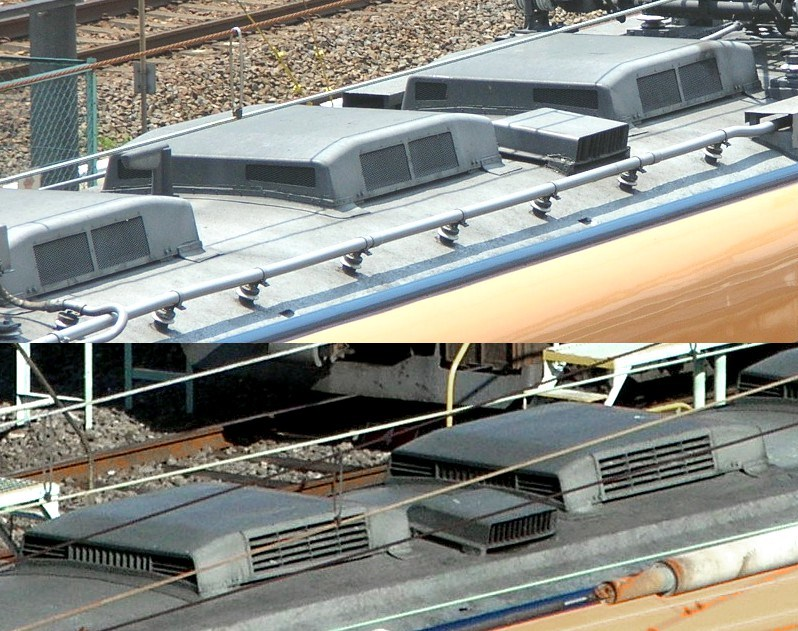
更新後のクーラーキセ：下段が登場時
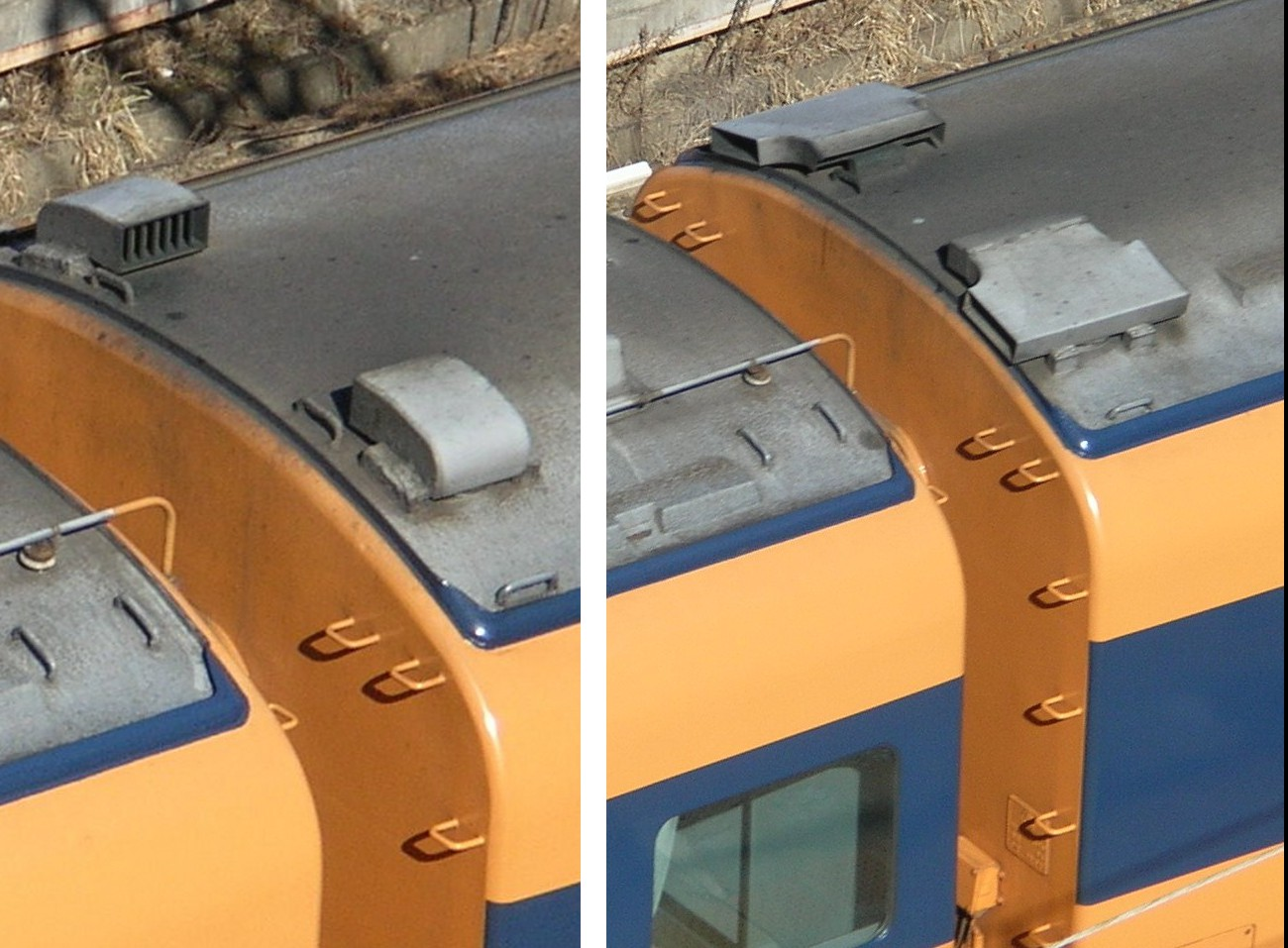
トイレの換気ベンチレーター：右が更新前（排気口が中央向きに変更されている）

## 転用・形式変更

### 団体専用列車「あおぞらII」

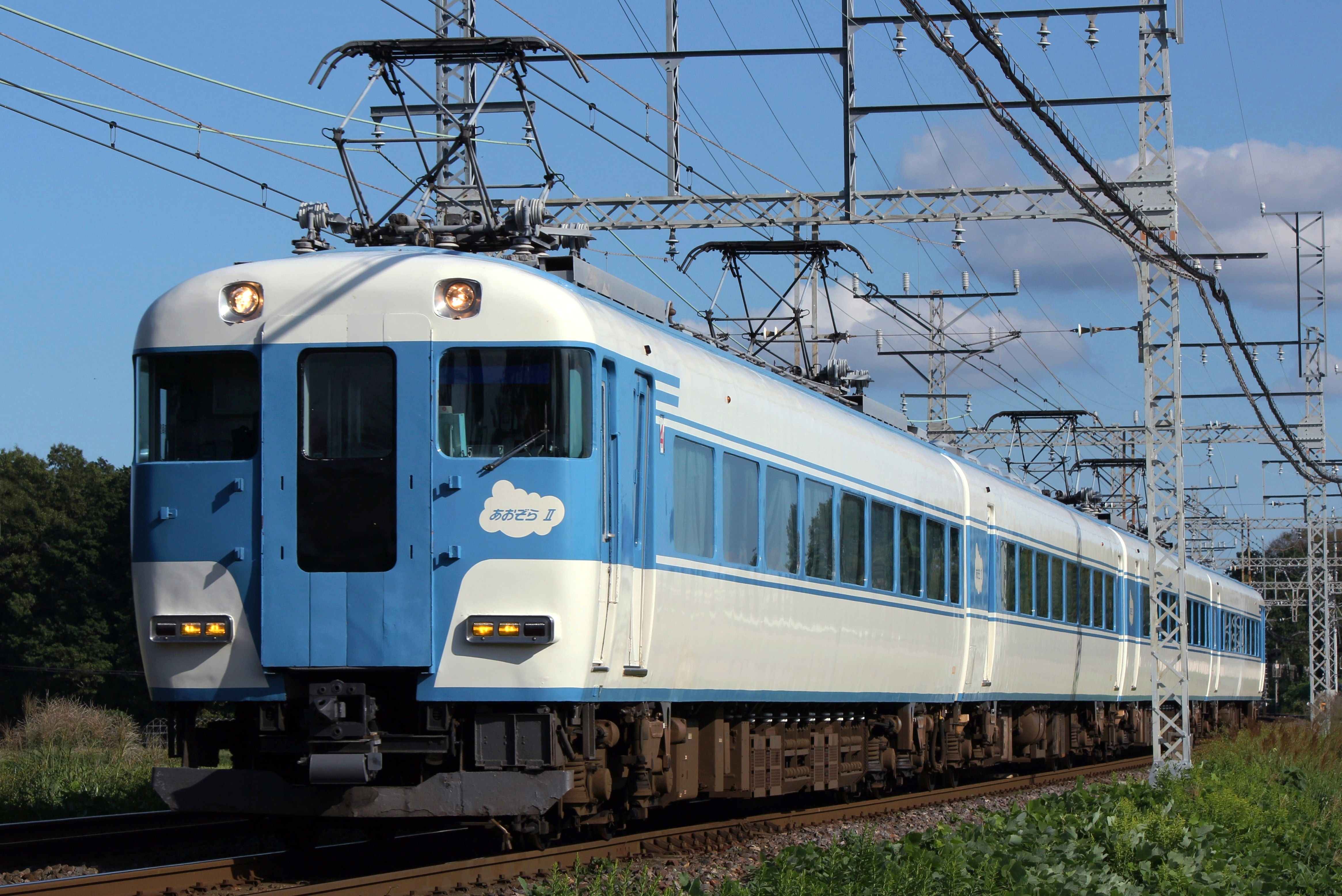
15200系「あおぞらII」

2005年12月に12220F・12230Fと中間車のS32・S41、2006年1月に12217Fが18200系の廃車代替として団体専用列車「あおぞらII」に転用され、形式も15200系に変更された。
2013年6月に12231Fが18400系18409F、2014年2月に12243Fが15201F、3月に12248Fが15202Fの廃車代替として団体専用列車「あおぞらII」に転用され、形式も15200系に変更された。このうち12231Fを改造した15204Fは20100系「あおぞら」の塗装を模した復刻塗装車となった。
2021年1月から5月にかけて12240F・12250F・12254F・12255Fが15203F - 15206Fの廃車代替として団体専用列車「あおぞらII」に転用され、形式も15200系に変更された。
2021年2月12日に12249Fが一時的に団体専用列車不足として形式変更を省略したまま団体専用列車「あおぞらII」に転用され、その形態から鉄道ファンからは「スナぞら」という愛称で呼ばれている。2月26日以降の天理臨で運用されていた。

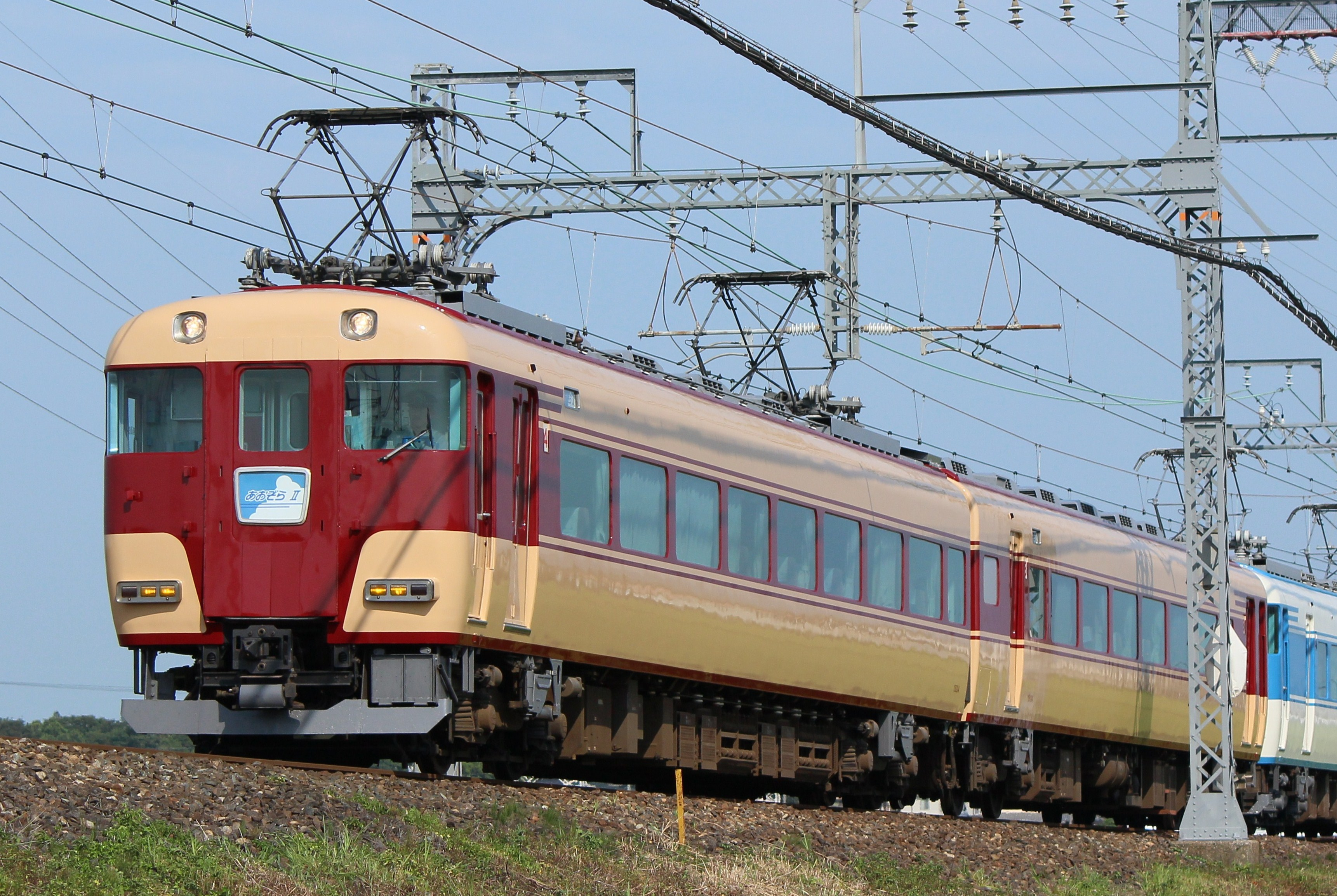
20100系「あおぞら」復刻塗装の15204F
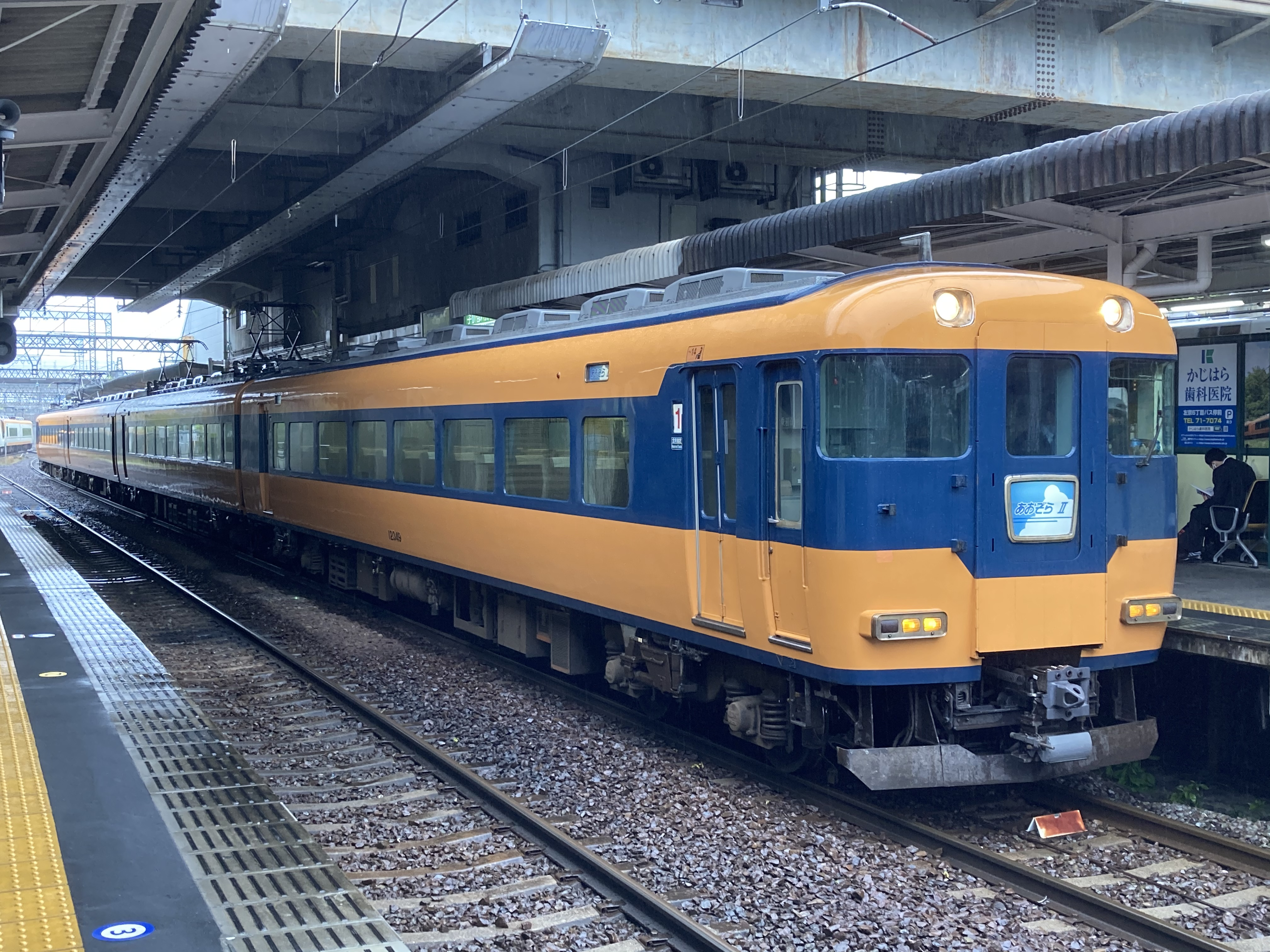
元色・原番のままあおぞらIIに転用された12249F

### クラブツーリズム専用列車「かぎろひ」

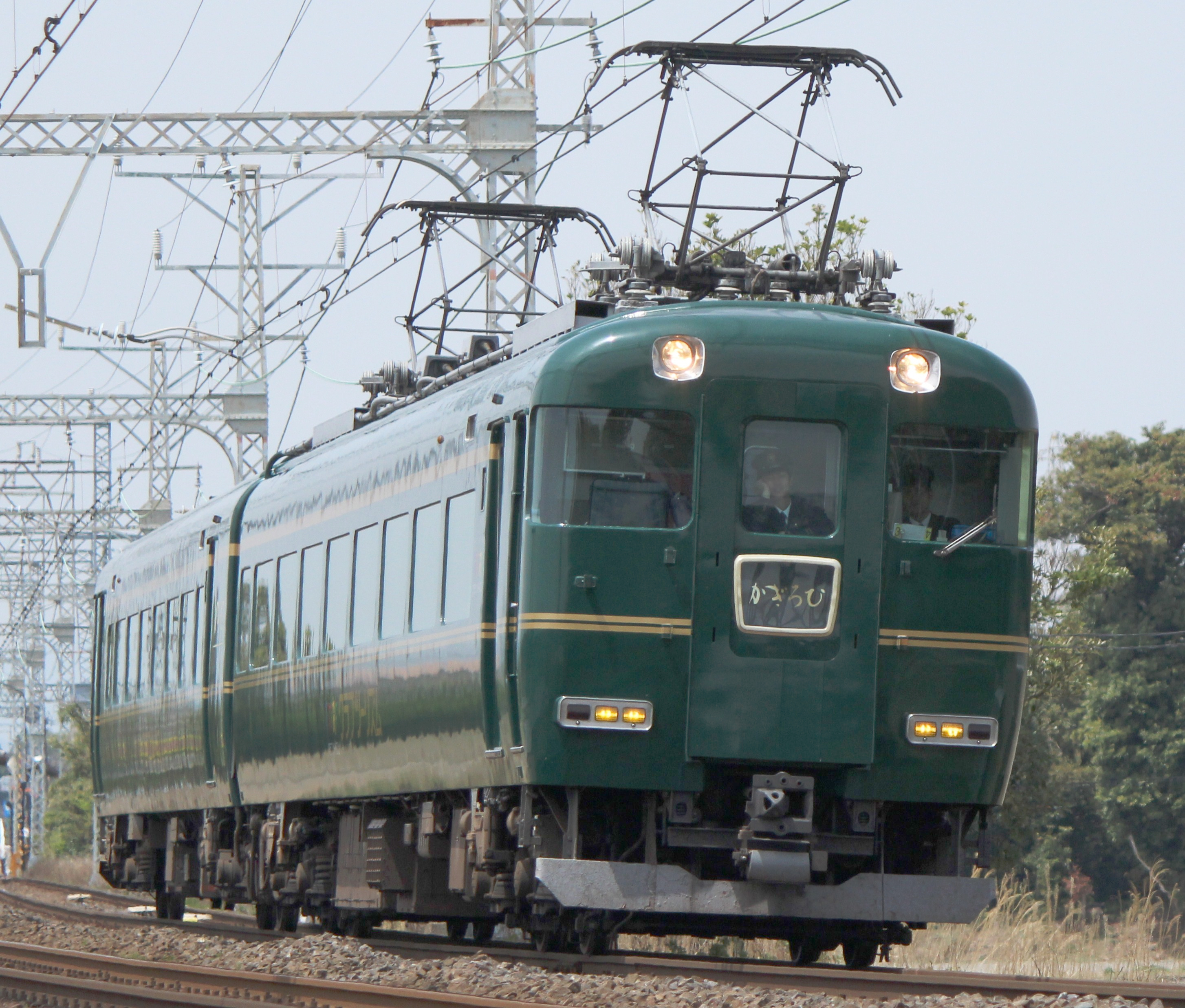
15400系「かぎろひ」

2011年12月に12241F・12242Fがクラブツーリズム専用列車「かぎろひ」に改造され、形式も15400系に変更された。

### 観光特急「あをによし」

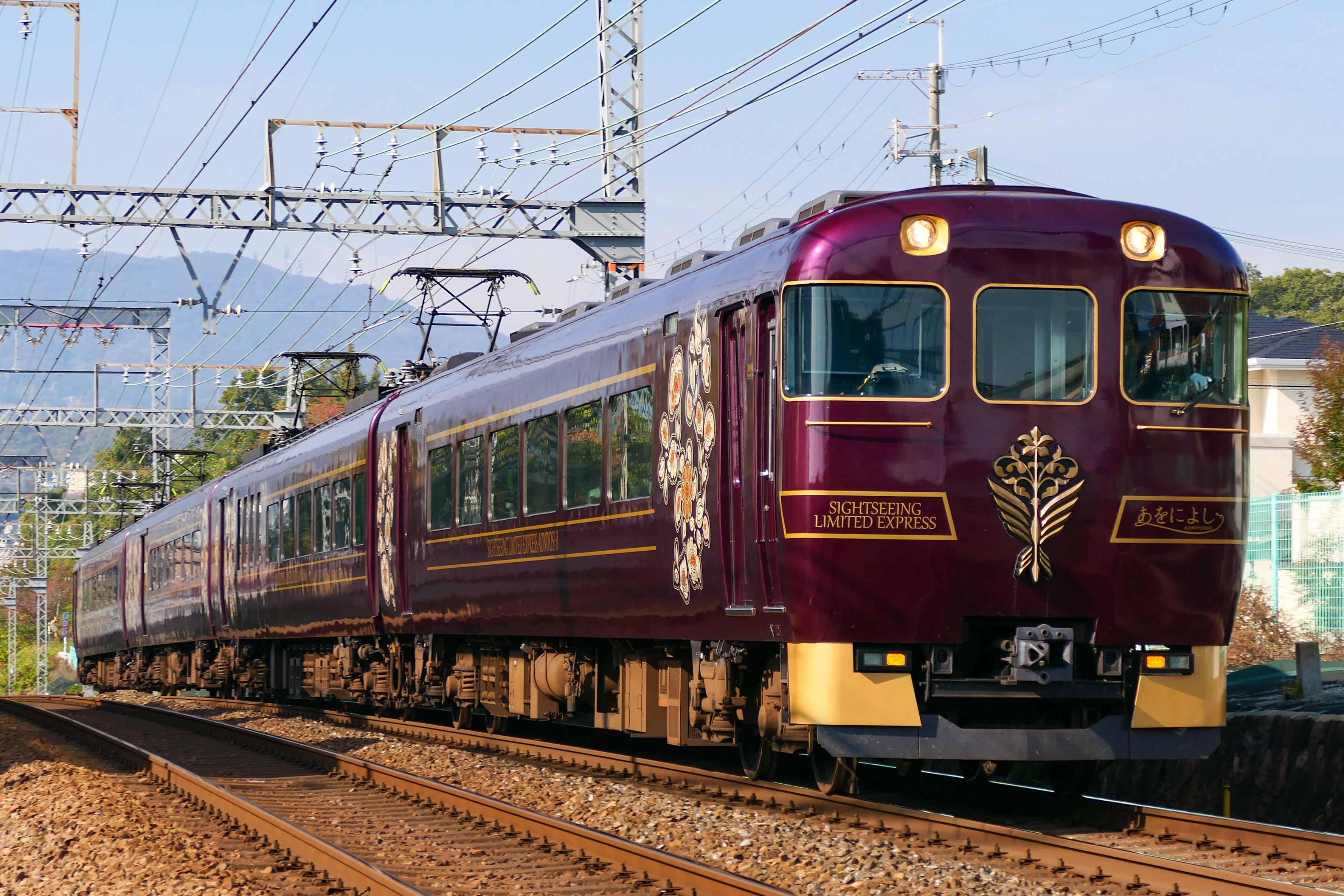
19200系 観光特急「あをによし」

2021年10月8日に12256Fが観光特急「あをによし」に改造され、形式も19200系に変更された。

## お召し列車
12200系を使用したお召し列車は1971年、1974年、1975年の3回運転された。御料車はク12300形（下記編成表の ■ の車両）であるが、12400系サ12551のように特定の車両が指定されることはなかった。御料車に指定された車両は、車両中ほどの2窓分16席（席番21- 36）を撤去して御座所を設置、ガラスは防弾ガラスに付け替え、側板の強化、床には絨毯が敷かれ、荷棚は取り外された。また、御料車のみコンプレッサーを停止して振動を抑えた。御料車の通り抜けはできないため、添乗員同士の相互連絡を行うため、電話配線の仮設も実施された。なお、御料車の内装は日本国有鉄道（国鉄）クロ157形を参考にした。
1971年の運転は近鉄としては実に39年ぶりのお召し列車の運転であったが、この時の宮内庁の意向として、御料車はトイレ付の車両であること、および車中で食事をすることから食事の準備をするための場所が欲しいとのことで、12200系の中からその意向に沿う車両を選ぶことになった。御料車は当時の最新鋭のク12343で、その隣りにスナックコーナー付きのモ12214を連結して、スナックコーナーを食事の準備場所とした。車両先頭部には行先と臨時の表示板を掲げた。1974年、1975年の場合もその当時の最新鋭の車両を御料車に選定している。
1975年5月11 - 12日の両日、英国女王エリザベス2世とエディンバラ公爵フィリップが京都駅 - 五十鈴川駅間、鳥羽駅 -近鉄名古屋駅間を当系列使用のVIP編成に乗車した。当時最新のク12356が御料車となった。この時も天皇、皇后乗車の時と同様の内装としたが、御座所の前後に仕切りカーテンが設置された。運行もお召し列車と同等の扱いであった。なお、両日とも目的地到着後、女王は運転士を御料車へ呼んで労いの言葉をかけて記念品を贈呈した。
|      |  | ← 鳥羽・宇治山田近鉄名古屋 → |         |   |         |         |   |         |         |
|      |  |                              |         |   |         |         |   |         |         |
| 号車 |  | 6                            | 5       |   | 4       | 3       |   | 2       | 1       |
| 形式 |  | モ12212                      | ク12312 | - | モ12243 | ク12343 | - | モ12214 | ク12314 |

- 運転区間は6日が近鉄名古屋 - 宇治山田間、8日が鳥羽 - 近鉄名古屋間であった。

|      |  | ← 賢島・宇治山田・榊原温泉口近鉄四日市・近鉄名古屋 → |                 |                 |                 |   |         |         |
|      |  |                                                      |                 |                 |                 |   |         |         |
| 号車 |  | 6                                                    | 5               | 4               | 3               |   | 2       | 1       |
| 形式 |  | モ12253 モ12256                                      | サ12153 サ12156 | モ12053 モ12056 | ク12353 ク12356 | - | モ12214 | ク12314 |

- 編成表上段が1974年11月、下段が1975年10月の充当形式。12214Fは変更なし。
- 1975年10月の編成は同年5月のエリザベス女王を乗せたVIP編成と同一である。
- 運転区間は1974年11月は往復とも近鉄名古屋 - 宇治山田間、1975年10月は24日が近鉄名古屋 - 賢島、27日が宇治山田 - 津、28日が榊原温泉口 - 近鉄四日市 - 近鉄名古屋間であった。

## 末期の運用

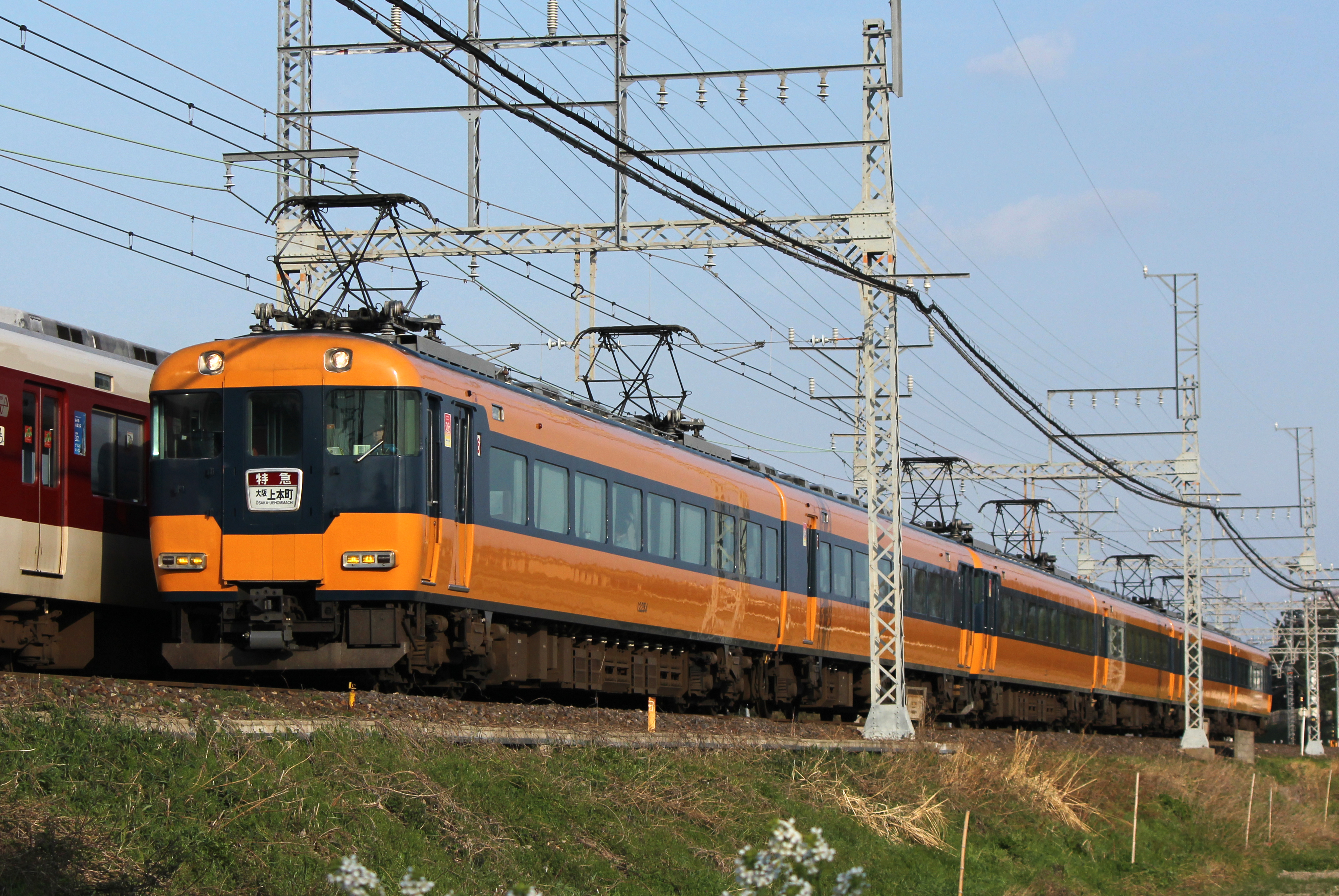
12200系同士の併結による阪伊特急運用（12254F+他4連）

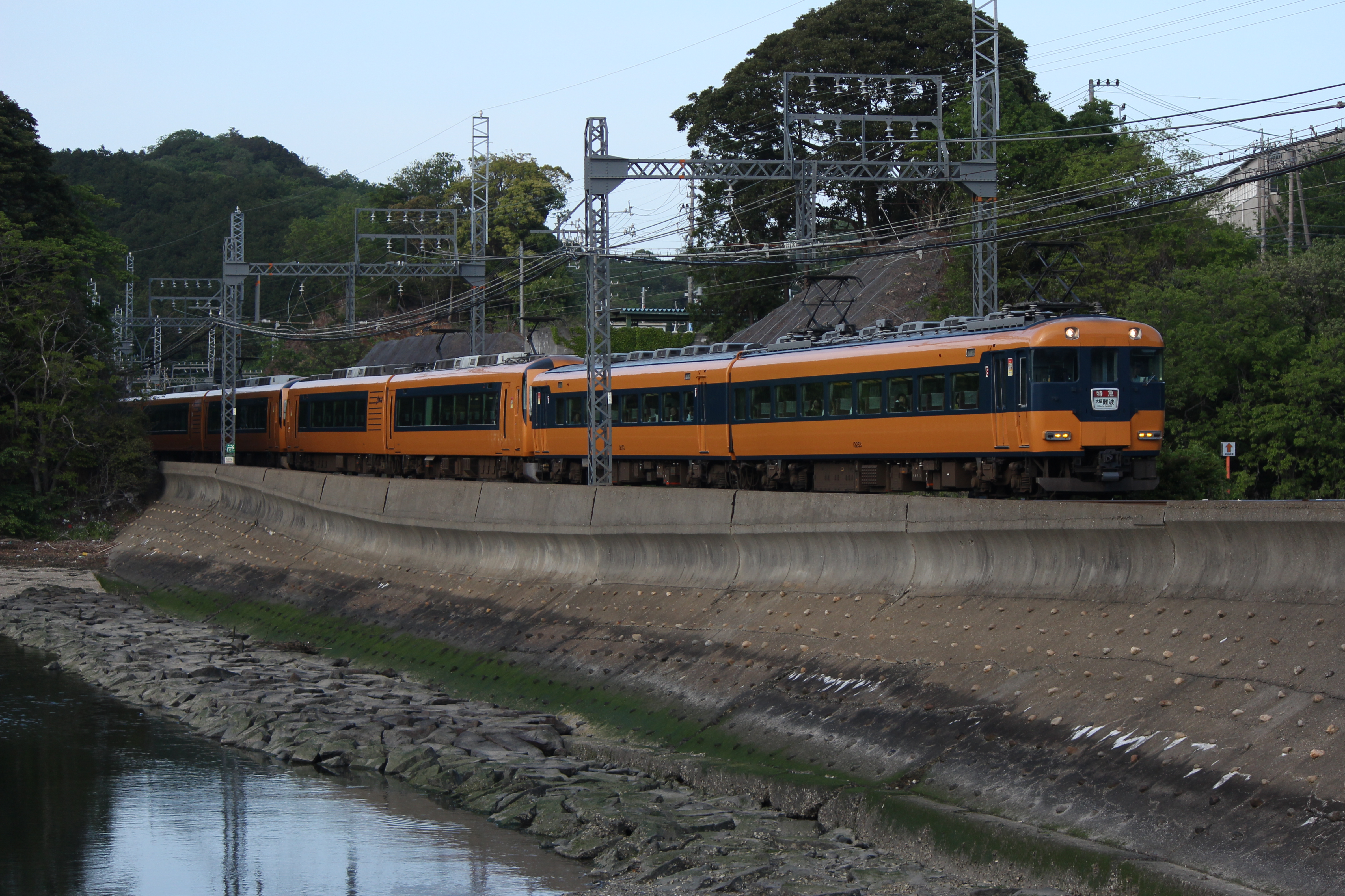
他形式を併結した8連の阪伊特急運用（12253F+22600系）

本形式は2021年2月12日に運用から離脱したため、以降は団体臨時列車のみの運用となっていた。2019年4月時点では4両編成17本68両、2両編成3本6両、合計74両が在籍していた。また、汎用特急車は通常どの系列がどの運用につくかは3日程前にならないと確定しないが、2020年2月の座席喫煙車の廃止に伴い、以降喫煙室を設置していない本形式は原則1ヶ月前には運用を確定させるようしていた（これは近鉄公式サイトのインターネット予約・発売サービスでも確認可能）。さらに、3月14日以降は両数を問わず、本形式同士の定期併結運用が消滅し、6両編成以上で運用される場合は必ず喫煙室付きの他形式車両との併結運用となるほか、4両編成の運用でも可能な限り、本形式の2両編成と喫煙室付きの他形式車両の2両編成と併結することで、極力車内での喫煙が可能となるよう考慮されていた。

## 廃車

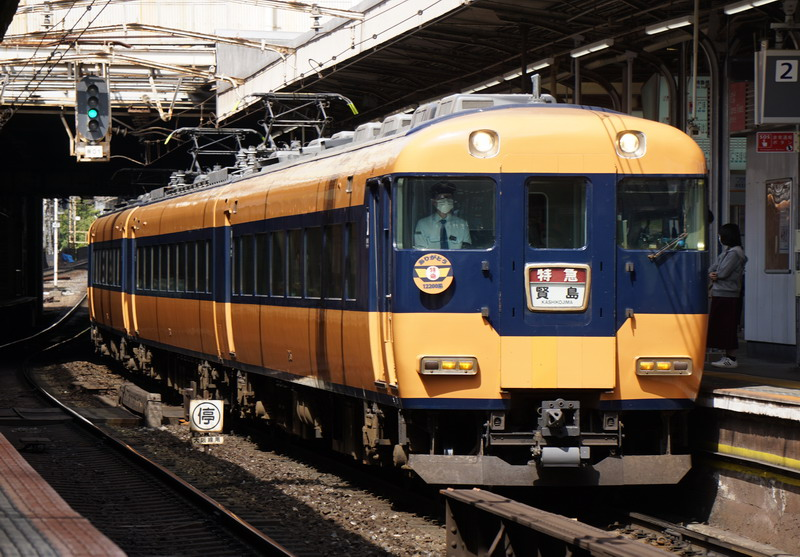
「ありがとう12200系」ヘッドマークを付けた12251F
志摩線特急直通50周年を記念して、2019年に旧塗装を復刻している。

1990年代後半以降は景気後退や自動車への転移による特急利用者の減少もあり、代替新造のないまま旧系列車両の廃車が進行していたが、2000年からは本形式についても廃車が開始された。廃車となった車両から発生した制御装置の一部は30000系へ転用された。
1971年の総谷トンネル事故廃車による12202Fを除き、21020系や22600系の導入に伴い、2000年に12204F・12209F・12218F、2001年に12201F・12203F・12205F・12206F・12208F・12210F・12216F、2003年に12213F - 12215Fと中間車のS49・S51、2004年に12207F・12223Fと中間車のS50・S53・S54・S55、2006年1月に中間車のS42、2010年に12211F・12212F、2011年に12219F・12222F・12224F、2012年に12221F・12226F - 12229F・12232F、2013年7月に12225Fが廃車された。
老朽化が進行したこと、塗装変更や喫煙室設置改造の対象外になったことから、80000系の導入や名阪乙特急に使用されていた汎用特急車両を他の特急運用へ玉突き式に転用することに伴い、2021年2月12日に運用から離脱し、8月7日に団体臨時列車を最後に営業運転を終了する予定だったが、団体臨時列車の運行は新型コロナウイルス感染拡大の影響で11月20日に延期され、11月20日の団体臨時列車を最後に営業運転を終了した。先述の80000系導入、及び名阪乙特急に使用されていた汎用特急車両を他の特急運用へ玉突き式に転用することに伴い、2020年5月から7月にかけて12235F - 12238F・12244F - 12247F・12252Fと中間車のS40、2021年2月に中間車のS30、2022年3月から9月にかけて12233F・12234F・12239F・12251Fと中間車のS31、2023年2月に12249F・12253Fと中間車のS29が廃車され、形式消滅した。12200系の営業運転終了により、旧特急色の車両は近鉄における営業線上から姿を消した。